# حادثة الطوفان
حَادِثَةُ الطُّوفَانِ أو طُوفَانُ نُوحٍ أو الطوفان العظيم هي قصة تتحدث عن فيضان عظيم حدث بأمر إله - وفق المعتقدات السماوية - أو آلهة - وفق معتقدات أديان أخرى - تسبب في تدمير الحضارة البشرية كعقاب إلهي للبشر لفسادهم وسفكهم للدماء، فتقرر إفناء الحياة على الأرض، وتطهيرها بطوفان شامل، يبدأ بعده تاريخًا جديدًا. تتواتر القصة في التراث الثقافي للعديد من الحضارات المتباعدة جغرافيًا، تشترك فيما بينها في اعتبار أن مياه الطوفان جاءت لتطهير البشرية، وتحضيرها لأن تنشأ من جديد. كما تشترك قصص الطوفان في الحضارات المختلفة في وجود بطل ثقافي يُعوّل عليه استمرار حياة الجنس البشري.
تكررت فكرة حادثة الطوفان في العديد من الثقافات، مثل قصص مانفانتارا-سانديا في الهندوسية، وديوكاليون وبيرها في الأساطير الإغريقية، وقصص فيضان بلاد الرافدين، وقصة فيضان شايان. كما وردت القصة في الكتاب المقدس في الإصحاحات 6-9 من سفر التكوين، والتي تروى - من المنظور اليهودي العبراني - كيف قرر الله إعادة الكون إلى الفوضى المائية التي كان عليها قبل خلق الكون حتى إعادة الحياة إلى الكون من خلال العالم المصغر الذي نجا على سفينة نوح. كذلك أورد القرآن الكريم القصة في سورة نوح، وكيف دعا النبي نوح على قومه بالهلاك بعد أن يئس من عدم استجابتهم لدعوته لهم لعبادة الله.
يعتقد علماء معاصرين أن قصة الطوفان الذي شمل الأرض كلها تتعارض مع النتائج الفيزيائية لعلوم الجيولوجيا والآثار والحفريات والتوزيع العالمي للأنواع. وتُعدّ جيولوجيا الطوفان التي هي أحد فروع نظرية الخلق محاولة علمية زائفة للقول بأن هذا الطوفان العالمي قد حدث بالفعل. مما جعل بعض المسيحيين يميلون إلى تفسير القصة على أنها تصف فيضانًا محليًا، بدلاً من قصة الفيضان العالمي.

## القصة
جاءت قصة الطوفان متواترة في عدد من الحضارات المتباعدة عن بعضها البعض جغرافيًا، واشترك معظمها في وجود بطل من البشر عهد إليه الإله أو الآلهة بمهمة إنقاذ جزء من الحياة لتكون نواة للحياة ما بعد الطوفان.

### في أساطير بلاد الرافدين

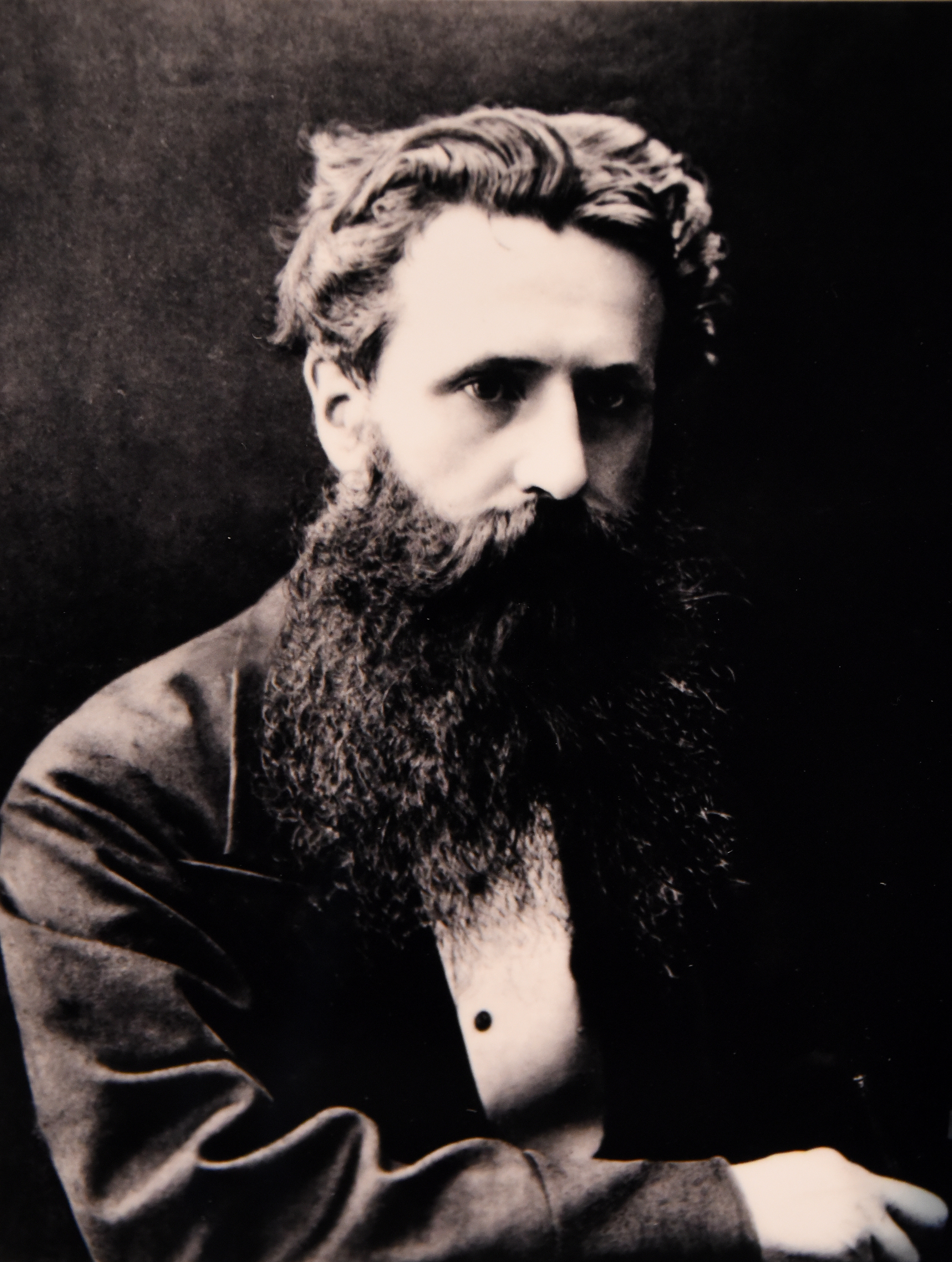
عالم الآشوريات جورج سميث الذي اكتشف وترجم ملحمة جلجامش.

يعتقد علماء أن أسطورة الطوفان نشأت في بلاد الرافدين خلال العصر البابلي الأول (نحو 1880–1595 ق.م.)، وانتقلت إلى سوريا وفلسطين في النصف الثاني من الألفية الثانية قبل الميلاد. تُظهر النصوص التي عُثر عليها وجود ثلاث نسخ متمايزة، أقدمها ملحمة زيوسودرا السومرية، التي عُثر عليها في لوح واحد متهالك للغاية يعود تاريخه إلى نحو سنة 1,600 ق.م. - وإن كانت القصة نفسها أقدم من ذلك -، والأُخريان كجزء من ملحمتي أتراحاسيس وجلجامش المكتوبتان باللغة الأكدية. اختلف اسم البطل في الملاحم الثلاث بين زيوسودرا أو أتراحاسيس أو أوتنابيشتيم،، وقد يكون اسم "أوتنابيشتيم" الذي يُختصر إلى "ناحيش"، هو الذي لُفظ بالاسم "نوح" في فلسطين. وتُعدّ أقدم رواية باقية لقصة الطوفان تلك التي عُثر عليها في الألواح التي وُجدت في أنقاض نفر في أواخر تسعينيات القرن التاسع عشر وترجمها عالم الآشوريات أرنو بويبل.
رجّح العديد من العلماء أن ملحمة جلجامش التي تناول جزء منها قصة الطوفان ما هي إلا نسخ لقصة أترا هاسس الأكدية، التي ترجع إلى القرن الثامن عشر قبل الميلاد. في أسطورة طوفان جلجامش، قرر الإله الأعلى إنليل تدمير العالم بفيضان لأن البشر أصبحوا صاخبين للغاية. حذّر الإله إنكي - الذي صنع بشرًا من الطين والدماء الإلهية - سرّا البطل أوتنابيشتيم من الفيضان الوشيك وأعطاه تعليمات مُفصّلة لبناء قارب حتى تبقى الحياة باقية.
حلّل الأكاديمي يي صمويل تشين عددًا من النصوص التي تعود إلى بداية العصر السومري الثالث حتى الحقبة البابلية القديمة، وزعم أن رواية الطوفان ظهرت في النصوص بدءً من عصر السلالة البابلية الأولى. وبالنظر إلى قائمة الملوك السومريين، فقد لاحظ المختصون دائمًا أن الجزء من القائمة الذي يتحدث عن ما قبل الطوفان يختلف من حيث الأسلوب عن باقي القائمة. تميل النسخ البابلية القديمة لتلك القائمة عادة إلى تثبيت رواية عن ملوك ما قبل الطوفان لا تتوافق مع باقي قائمة الملوك الفعلية المتواجدة في نسخة أور الثالثة والتي تتطابق مع نسخة مجموعة بروكمون، مما يُرجّح أن قائمة الملوك الفعلية كانت مستقلة الوجود ذات يوم دون ذكر الطوفان وروايات ما قبل الطوفان. قدّم تشين دليلاً لإثبات أن الجزء من القائمة الذي تناول ملوك ما قبل الطوفان والإشارات إلى حدوث الطوفان في قائمة الملوك السومريين ما هو إلا إضافات لاحقة تمت إضافتها خلال الفترة البابلية القديمة، حيث أُجريت تحديثات وتعديلات على قائمة الملوك السومريين. رجّح تشين أن قصة الطوفان أضيفت كمفهوم تاريخي جديد في الروايات الأدبية في بلاد الرافدين خلال العصر البابلي القديم لتكون نقطة تحول في التاريخ المبكر للعالم، واستشهد على صحة مزاعمه بعد ظهور فكرة الطوفان في نسخة أور الثالثة وأن أقدم نسخة تناولت قصة الطوفان تلك المكتوبة في العصر البابلي القديم. وخلُص تشين إلى أن الإشارة إلى اسم زيوسودرا بطل الطوفان وفكرة الطوفان في النسخة البابلية القديمة من تعاليم شوروباك ما هو إلا تعديل حدث خلال تلك الفترة البابلية القديمة.

### في العهد القديم
جاءت قصة الطوفان في الإصحاحات 6-9 من سفر التكوين، حيث قرر الإله يهوه الذي خلق الإنسان من التراب، أن يُغرق الأرض بسبب فساد البشر. بدأ سرد القصة بأنه بعد عشر أجيال من خلق آدم، وجد يهوه أن الأرض قد فسدت وامتلئت عنفًا وظلمًا، لذا قرر أن يهدم ما بناه. لكن يهوه وجد نوح رجلًا بارًّا، فأخبره بنيّته بأنه سيغمر الأرض بطوفان يبيد به كل جسد فيه روح، لذا فقد أمره يهوه بأن يبني فُلكًا للإبقاء على وجود البشر والحيوانات. عند اكتمال بناء الفُلك، دُعي نوح وعائلته وممثلي جميع حيوانات الأرض إلى دخول الفلك. دخل نوح الفُلك وهو في العام الستمائة من عمره. عندئذ، وفي اليوم السابع عشر من الشهر الثاني من تلك السنة، انفجرت ينابيع الماء وانهمرت أبواب السماء بالمطر، الذي ظل يهطل أربعين يومًا وليلة، والذي لم
يكن مطرًا عاديًا، وإنما مرّت كل قطرة منه في الجحيم قبل سقوطها على الأرض، فكان المطر الحار يحرق جلد المذنبين جزاءً لما اقترفوه بحسب المعتقد الشعبي اليهودي، حتى علا الماء أعلى الجبال بمقدار 15 ذراع، ولم ينجُ إلا نوح ومن معه. وبعد 150 يومًا، تذّكر يهوه نوح، وانحسرت المياه حتى استقرت السفينة على جبال أرارات. وفي اليوم السابع والعشرين من الشهر الثاني من السنة الأولى بعد الستمائة من عمر نوح، جفّت الأرض، ونزل جميع من كانوا على متن السفينة. عندئذ، بنى نوح مذبحًا وقدم قربانًا ليهوه، وحصل نوح على عهد من يهوه بأن يسمح للإنسان بأن يأكل كل شيء حي إلا الدماء، وأنه لن يدّمر الحياة بعدئذ بطوفان آخر، وخلق يهوه قوس قزح ليكون شاهدًا على هذا الوعد.

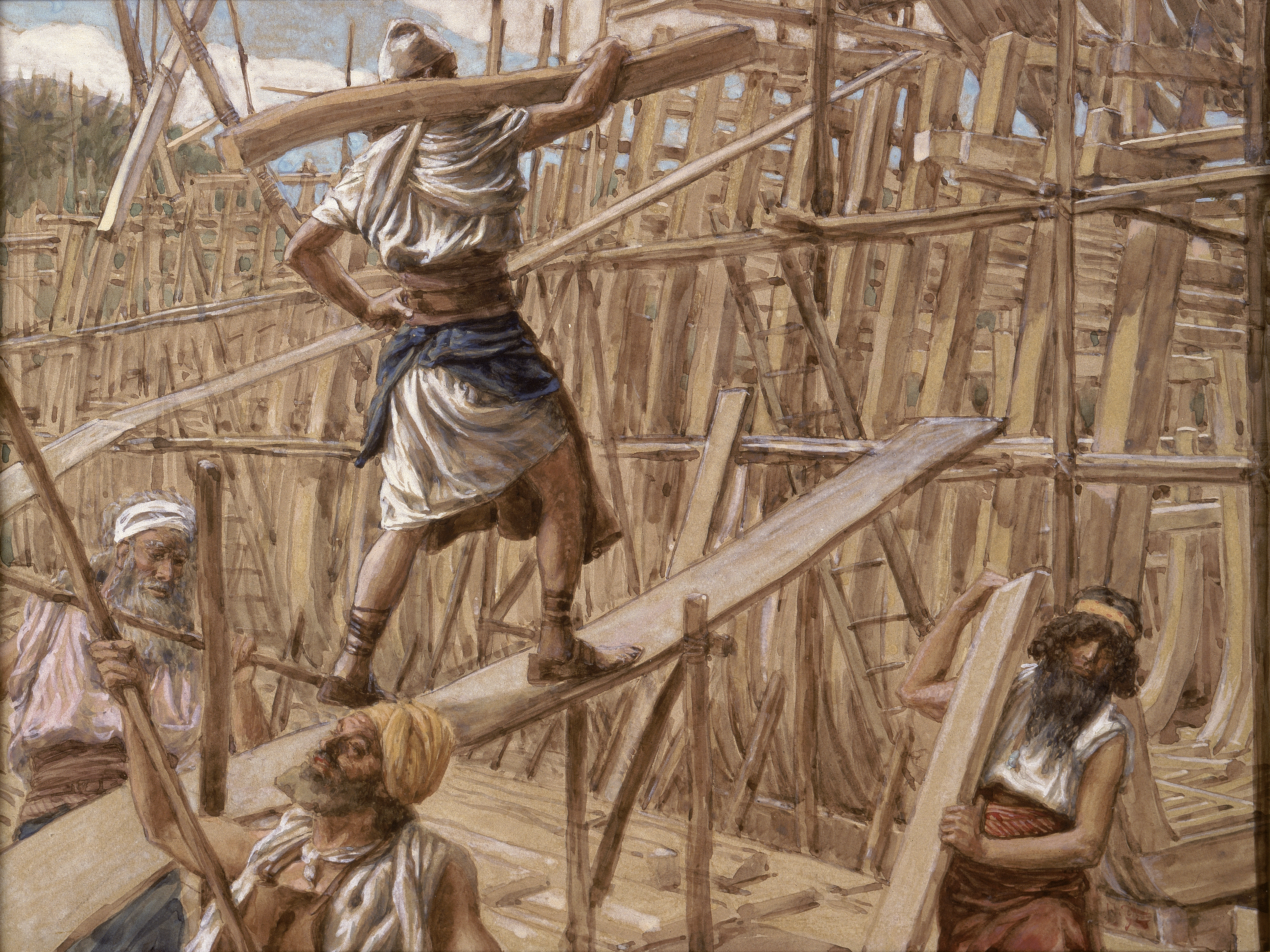
لوحة مائية بعنوان بناء سفينة نوح لجيمس تيسو ق. 1896–1902

يُجمع الباحثون المعاصرون على أن سفر التكوين كُتب في القرن الخامس قبل الميلاد، ولكن نظرًا لاختلاف صياغة الإصحاحات الأحد عشر الأولى عن باقي نص السفر، لذا يعتقد بعض الباحثين أن تلك الإصحاحات كُتبت متأخرًا في نحو القرن الثالث قبل الميلاد.
وهناك اعتقاد سائد بأن كتبة هذا السفر اعتمدوا على مصدرين، أولهما المصدر الكهنوتي (المصدر ك)، والآخر المصدر غير الكهنوتي (المصدر اليهوي)، وبالرغم من تناقضهما في الكثير من التفاصيل، إلا أنهما يتشابكان في سرديتيهما لتشكيل قصة السفر النهائية. يتمثّل التناقض في عدة مواضع كتقديريهما لمدة الطوفان بأربعين يومًا كما في الإصحاح السابع العدد 17 أو 150 يومًا كما في الإصحاح السابع العدد 24، وكالتناقض بين كم عدد الحيوانات التي كان يجب أخذها على متن الفلك بين زوج واحد من كل الحيوانات كما في الإصحاح السادس العدد 19 أو بين زوج واحد من الحيوانات النجسة وسبعة أزواج من الحيوانات الطاهرة كما في الإصحاح السابع العدد 2، كذلك فيما جاء في السفر بأن نوح ابتعث غرابًا ليذهب ويجيء بالأخبار حتى جفّ الماء أو ما إذا كان المرسل حمامة التي جاء في السفر أنها في المرة الثالثة ذهبت ولم تعد مرة أخرى، وربما كان نوح قد بعث كليهما. ولكن على الرغم من هذا الاختلافات حول التفاصيل، إلا أن محتوى القصة يشكل نسيجًا واحدًا يدعم بعضه بعضًا. وقد بُذلت جهود كثيرة لتفسير هذه الوحدة في بناء القصة، بما في ذلك محاولات تحديد أيّ المصدرين كان أقدم ولذلك أثّر في المصدر الآخر. حتى أن بعض العلماء تساءلوا عمّا إذا كانت القصة مبنية بالفعل على مصدرين مختلفين، مما دعّم نظرية تفترض وجود منقّح قام بدمج المصادر دمجًا غير متسق لأسباب غير واضحة. كما لوحظ أن قصة الطوفان الكاملة في سفر التكوين تتطابق مع قصة طوفان ملحمة جلجامش بصورة كاملة، وليست بصورة مقتطعة كما هي في كلا المصدرين الكتابيين كلٌّ على حدة.
أثارت التواريخ المحدّدة للأحداث في سفر التكوين حيرة العلماء لفترة طويلة حول سببية استمرار الطوفان لمدة سنة وأحد عشر يومًا منذ اليوم 17 من العام 600 من عمر نوح إلى اليوم 27 من العام 601 من عمره)؛ مما دفعهم إلى افتراض أن التقويم الأساسي المستخدم في السفر هو التقويم القمري المكوّن من 354 يومًا، وقد أضيف إليه أحد عشر يومًا ليتمّم السنة الشمسية المكونة من 365 يومًا.
يقارن الجدول التالي بين الاقتباسات المزعومة من المصدرين الكهنوتي وغير الكهنوتي. كل مصدر منهما يحتوي على سياق كامل للقصة يشمل المقدمة والاستنتاجات والأسباب والجوانب اللاهوتية.
| الموضوع                                | المصدر اليهوي | المصدر الكهنوتي |
| -------------------------------------- | --- | --- |
| المقدمة                                | فساد البشرية، ندم يهوه على الخلق، وإعلان يهوه قراره بتدمير البشرية؛ صلاح "نوح".تكوين 6: 5-8                                                                                      | صلاح "نوح"، فساد البشرية، قرار يهوه بإهلاك البشر.تكوين 6: 9-13 |
| صفة السفينة                            | | وصف الفُلك.تكوين 6: 14-16 |
| الحيوانات على السفينة                  | سبعة أزواج من الحيوانات النظيفة، زوج واحد من الحيوانات النجسة تُجمع في سبعة أيام.تكوين 7: 2-3                                                                                     | جمع زوج واحد من جميع الحيوانات.تكوين 6: 19-20 |
| نوح يلبي أمر يهوه                      | نوح يتبّع ما أمره به يهوه.تكوين 7: 5 | نوح يتّبع ما أمره به يهوه.تكوين 6: 22 |
| عُمر نوح وقت الطوفان                    | | عُمر نوح 600 سنة.تكوين 7: 6 |
| نوح على السفينة                        | نوح يركب الفُلك مع الحيوانات بعد 7 أيام من جمع الحيوانات.تكوين 7: 7-10 | لما بدأ الطوفان: نوح وعائلته والحيوانات يركبون الفُلك.تكوين 7: 13-16 |
| توقيت الطوفان                          | | لما بلغ عُمر نوح 600 سنة وشهرًا وسبعة عشر يومًا: انفجرت ينابيع الماء، وانهمر الماء من السماء.تكوين 7: 11 |
| مدة الطوفان                            | استمرت الأمطار 40 يومًا وليلة.تكوين 7: 12و تكوين 7: 17 | الطوفان يستمر 150 يومًاتكوين 7: 24 |
| غرق المخلوقات                          | غرق كل المخلوقات.تكوين 7: 22-23 | الماء يعلو، وغرق المخلوقات.تكوين 7: 18-21 |
| انتهاء الفيضان وانحسار الماء           | يتذكّر يهوه نوح، توقف الينابيع عن التدفق والأمطار عن السقوط، انحسار الماء، وفي الشهر السابع واليوم السابع عشر بعد الستمائة عام من عُمر نوح، رسوّ الفُلك على جبال أرارات.تكوين 8: 1-4 | |
| استكشاف الأرض الجديدة والخروج من الفُلك | بعد سبعة أيام، نوح يفتح نوافذ السفينة، ويبعث غرابًا ثم حمامة ثم حمامة وبين كل بعثة منها سبعة أيام ليأتوه بالأخبار.تكوين 8: 6-12                                                   | في اليوم الأول من الشهر الأول من العام الأول بعد الستمائة من عُمر نوح: نوح ينزع الغطاء عن الفُلك، والأرض تبدأ في الجفاف؛ وفي اليوم السابع والعشرين من الشهر الثاني من العام نفسه من عُمر نوح، ظهرت أرض جافة، فخرج نوح وعائلته والحيوانات، وبدأت الحيوانات في الانتشار.تكوين 8: 13-19 |
| العهد مع نوح                           | بنى نوح مذبحًا، وقدّم قرابين من الحيوانات النظيفة شكرًا ليهوه، فشعر يهوه بالرضا، ووعد بألا يُدمّر الحياة ثانيةً.تكوين 8: 20-22                                                         | أمر يهوه نوح وعائلته بالتكاثر، وأباح لهم أكل الحيوانات؛ وعاهد نوح وبنيه بألا يغرق الحياة بطوفان آخر، وجعل قوس قزح علامة على الميثاق بينهم يُذكّره بألا يغرق الأرض بطوفان مرة أخرى.تكوين 9: 1-17                                                                                     |

### في العهد الجديد
بالإضافة إلى ذُكر قصة الطوفان في سفر التكوين ضمن محتوى العهد القديم أحد قسمي الكتاب المقدس المسيحي، إلا أنه كانت هناك إشارات للقصة في عدة مواضع في أسفار العهد الجديد (متى 24: 37-39 و لوقا 17: 26-27 و رسالة بطرس الأولى 3: 20 و رسالة بطرس الثانية 2: 5 و رسالة بطرس الثانية 3: 6 و رسالة العبرانيين 11 :7). كما يعتقد بعض علماء الكتاب المقدس المسيحيين أن الطوفان هو صورة للخلاص في المسيح – حيث خطط الله لوجود الفُلك وكانت هناك طريقة واحدة فقط للخلاص هي من خلال باب الفُلك، مثلما كانت هناك طريقة واحدة للخلاص من خلال المسيح. بالإضافة إلى ذلك، فقد ربط بعض علماء المسيحية في تعليقهم على رسالة بطرس الرسول الأولىبطرس الأولى 3: 18-22 الفُلك بقيامة المسيح؛ حيث دفنت المياه العالم القديم، لكنها رفعت نوحًا إلى حياة جديدة. كما سلّط العلماء المسيحيون الضوء أيضًا على أن رسالة بطرس الأولى اعتبرت الطوفان نوعًا من المعمودية المسيحية.

### في المعتقدات الغنوصية
في المخطوطة الغنوصية التي ترجع للقرن الثالث الميلادي التي تُعرف الآن باسم أقنوم الأراخنة، فإن الأراخنة الفاسدين هم الذين قرروا إغراق العالم من أجل التخلص من معظم البشرية. ومع ذلك، نجا نوح وطُلب منه بناء الفُلك. لكن عندما أرادت زوجته نوريا الصعود إلى الفُلك، حاول نوح أن يمنعها، فاستخدمت قوتها الإلهية لتنفخ على الفلك، فأكلته النار. فيما بعد بنى نوح الفُلك مرة أخرى. وعندما حاول الأراخنة منع نوريا من الصعود إلى الفُلك الجديد، استنجدت نوريا بالله، فظهرت النورانية إيليث التي أخافت الأراخنة، وكشفت لنوريا أنها طفلة إلهية للروح العظيمة. هناك نظرة أُخرى للغنوصية حول أحداث الطوفان، تلك التي وردت في سفر يوحنا السري؛ حيث ذُكر فيه أن نوحًا اختبأ في سحابة مشرقة بدلاً من ركوبه السفينة.

### في الديانة المندائية
في المندائية، كان طوفان نوح آخر ثلاثة أحداث انكمش فيها سكّان العالم إلى أسرة واحدة. فبعد آدم بثلاثين جيل، قُتل معظم السكان بسبب الأوبئة والحرب، ولم يتبق سوى رام وزوجته رود. وبعد خمسة وعشرين جيلاً، قُتل معظم السكان بالنار، ولم يتبق سوى شرباي وزوجته شرحبيل. وبعد خمسة عشر جيلاً، مات معظم السكان بسبب الطوفان، ولم يتبق سوى نوح وسام، بالإضافة إلى زوجة الأخير نوريثا.

### في الإسلام
جاء في القرآن الكريم أنه بعد وفاة آدم بزمن بدأ نسله في عبادة الأصنام، فأرسل الله نبيّه نوح إليهم ليردّهم إلى السبيل القويم،﴿لَقَدْ أَرْسَلْنَا نُوحًا إِلَى قَوْمِهِ فَقَالَ يَا قَوْمِ اعْبُدُوا اللَّهَ مَا لَكُمْ مِنْ إِلَهٍ غَيْرُهُ إِنِّي أَخَافُ عَلَيْكُمْ عَذَابَ يَوْمٍ عَظِيمٍ ۝٥٩﴾ [الأعراف:59] فمكث فيهم 950 سنة يدعوهم إلى التوحيد: ﴿وَلَقَدْ أَرْسَلْنَا نُوحًا إِلَى قَوْمِهِ فَلَبِثَ فِيهِمْ أَلْفَ سَنَةٍ إِلَّا خَمْسِينَ عَامًا﴾،[ العنكبوت: 14] إلا أنهم كذّبوه ولم يقبلوا منه، وأنكروا صحة ما يدعوهم إليه: ﴿قَالَ الْمَلَأُ مِنْ قَوْمِهِ إِنَّا لَنَرَاكَ فِي ضَلَالٍ مُبِينٍ ۝٦٠﴾ [الأعراف:60] فأكّد نوح صدق رسالته من قبل الله: ﴿قَالَ يَا قَوْمِ لَيْسَ بِي ضَلَالَةٌ وَلَكِنِّي رَسُولٌ مِنْ رَبِّ الْعَالَمِينَ ۝٦١ أُبَلِّغُكُمْ رِسَالَاتِ رَبِّي وَأَنْصَحُ لَكُمْ وَأَعْلَمُ مِنَ اللَّهِ مَا لَا تَعْلَمُونَ ۝٦٢﴾ [الأعراف:61–62] وأصرّوا على عبادة أصنامهم: ﴿وَقَالُوا لَا تَذَرُنَّ آلِهَتَكُمْ وَلَا تَذَرُنَّ وَدًّا وَلَا سُوَاعًا وَلَا يَغُوثَ وَيَعُوقَ وَنَسْرًا ۝٢٣﴾ [نوح:23]، بل وهددوه بالرجم ﴿قَالُوا لَئِنْ لَمْ تَنْتَهِ يَا نُوحُ لَتَكُونَنَّ مِنَ الْمَرْجُومِينَ ۝١١٦﴾ وعندها دعا نوح ربه فقال: ﴿قَالَ رَبِّ إِنِّي دَعَوْتُ قَوْمِي لَيْلًا وَنَهَارًا ۝٥ فَلَمْ يَزِدْهُمْ دُعَائِي إِلَّا فِرَارًا ۝٦ وَإِنِّي كُلَّمَا دَعَوْتُهُمْ لِتَغْفِرَ لَهُمْ جَعَلُوا أَصَابِعَهُمْ فِي آذَانِهِمْ وَاسْتَغْشَوْا ثِيَابَهُمْ وَأَصَرُّوا وَاسْتَكْبَرُوا اسْتِكْبَارًا ۝٧﴾ [نوح:5–7]، ثم يئس نوح منهم يأسًا باتًّا، وأشفق على الناس من بعدهم أن يأخذوا طريقتهم في الكفر، فدعا إلى الله أن يُفنيهم حتى لا يُضلّوا من بعدهم: ﴿وَقَالَ نُوحٌ رَبِّ لَا تَذَرْ عَلَى الْأَرْضِ مِنَ الْكَافِرِينَ دَيَّارًا ۝٢٦ إِنَّكَ إِنْ تَذَرْهُمْ يُضِلُّوا عِبَادَكَ وَلَا يَلِدُوا إِلَّا فَاجِرًا كَفَّارًا ۝٢٧﴾ [نوح:26–27]، فاستجاب الله لدعائه، وأمره ببناء سفينة وأن يحمل فيها من كل المخلوقات زوجين اثنين، بالإضافة إلى من آمن معه من أهله ومن قومه.﴿حَتَّى إِذَا جَاءَ أَمْرُنَا وَفَارَ التَّنُّورُ قُلْنَا احْمِلْ فِيهَا مِنْ كُلٍّ زَوْجَيْنِ اثْنَيْنِ وَأَهْلَكَ إِلَّا مَنْ سَبَقَ عَلَيْهِ الْقَوْلُ وَمَنْ آمَنَ وَمَا آمَنَ مَعَهُ إِلَّا قَلِيلٌ ۝٤٠﴾ [هود:40]
رغم عدم اهتمام الرواية القرآنية بتفصيل أحداث التاريخ وضبط وقائعه وأزمنته وأمكنته لأنها ليس من مقاصد القرآن، إلا أن الرواية القرآنية تناولت بعض التفاصيل التي لم ترد في رواية سفر التكوين للأحداث، فوصفت كيف أن قوم نوح سخروا من بنائه للسفينة: ﴿وَيَصْنَعُ الْفُلْكَ وَكُلَّمَا مَرَّ عَلَيْهِ مَلَأٌ مِنْ قَوْمِهِ سَخِرُوا مِنْهُ قَالَ إِنْ تَسْخَرُوا مِنَّا فَإِنَّا نَسْخَرُ مِنْكُمْ كَمَا تَسْخَرُونَ ۝٣٨﴾ [هود:38] ربما كان سبب السخرية لبعد مساكن قوم نوح عن المجاري المائية. كما اختلفت الرواية القرآنية عن رواية سفر التكوين في تحديد توقيت الطوفان، فعلى الرغم من تحديد سفر التكوين لحدوث الحادثة في العام 600 من عمر نوح، أهملت الرواية القرآنية ذلك التحديد الزمني، وحدّدت بداية الأحداث بعلامة أوحى بها الله لنوح حتى يركب عند حدوثها هو ومن معه السفينة، وذلك حين يفور الماء من نبع للماء: ﴿حَتَّى إِذَا جَاءَ أَمْرُنَا وَفَارَ التَّنُّورُ قُلْنَا احْمِلْ فِيهَا مِنْ كُلٍّ زَوْجَيْنِ اثْنَيْنِ وَأَهْلَكَ إِلَّا مَنْ سَبَقَ عَلَيْهِ الْقَوْلُ وَمَنْ آمَنَ وَمَا آمَنَ مَعَهُ إِلَّا قَلِيلٌ ۝٤٠﴾ [هود:40] كذلك تفرّدت القصة القرآنية بذكرها لهلاك أحد أبناء نوح الذي لم يؤمن برسالة أبيه، وغرقه مع قوم نوح: ﴿وَهِيَ تَجْرِي بِهِمْ فِي مَوْجٍ كَالْجِبَالِ وَنَادَى نُوحٌ ابْنَهُ وَكَانَ فِي مَعْزِلٍ يَا بُنَيَّ ارْكَبْ مَعَنَا وَلَا تَكُنْ مَعَ الْكَافِرِينَ ۝٤٢ قَالَ سَآوِي إِلَى جَبَلٍ يَعْصِمُنِي مِنَ الْمَاءِ قَالَ لَا عَاصِمَ الْيَوْمَ مِنْ أَمْرِ اللَّهِ إِلَّا مَنْ رَحِمَ وَحَالَ بَيْنَهُمَا الْمَوْجُ فَكَانَ مِنَ الْمُغْرَقِينَ ۝٤٣﴾ [هود:42–43]. وفي اختلاف آخر، حدّدت الرواية القرآنية موقع رسوّ السفينة بعد انتهاء الطوفان تحديدًا في جبل الجودي، وليس عامّةً في جبال أرارات التي حدّدتها الرواية التوراتية: ﴿وَقِيلَ يَا أَرْضُ ابْلَعِي مَاءَكِ وَيَا سَمَاءُ أَقْلِعِي وَغِيضَ الْمَاءُ وَقُضِيَ الْأَمْرُ وَاسْتَوَتْ عَلَى الْجُودِيِّ وَقِيلَ بُعْدًا لِلْقَوْمِ الظَّالِمِينَ ۝٤٤﴾ [هود:44]
أشار أيضًا القرآن في روايته للأحداث إلى بقاء جسم السفينة لتكون عبرة للبشر يعتبرون بها: ﴿وَحَمَلْنَاهُ عَلَى ذَاتِ أَلْوَاحٍ وَدُسُرٍ ۝١٣ تَجْرِي بِأَعْيُنِنَا جَزَاءً لِمَنْ كَانَ كُفِرَ ۝١٤ وَلَقَدْ تَرَكْنَاهَا آيَةً فَهَلْ مِنْ مُدَّكِرٍ ۝١٥﴾ [القمر:13–15] وفي 19 مايو 1948م، كشفت أمطار غزيرة صاحبتها 3 زلازل عن آثار سفينة كبيرة متحجرة مطمورة في الرواسب الطينية على سفح جبل الجودي في جنوب شرق تركيا، اكتشفها راعي غنم اسمه رشيد سرحان وفي أكتوبر 1959م، في أحد طلعات طيران الجيش التركي عاين الطيار إيلهان دوروبينار السفينة، وأبلغ حكومته التي أرسلت بعثة استكشافية للموقع خَلَصت إلى أنه لا دلائل على صحة هذا الزعم. إلا أن عدد من المهتمين بالاكتشاف أعادوا استكشاف الموقع سنة 1985م بأجهزة أحدث، وانتهوا إلى وجود هيكل داخلي منتظم وقاس طوله يقارب طول السفينة المذكور في سفر التكوين. غير أن جيولوجيين عارضوا ذلك مؤكدين أن هذا التشكيل طبيعيّ تمامًا. ربط البعض بين هذا الاكتشاف وبين تحديد الرواية القرآنية لجبل الجودي وبين تسمية السكان المحليين إحدى القمم القريبة باسم Cudi Dağı الذي يعني بالتركية: جبل جودي.

### في الأساطير الهندوسية
في الأساطير الهندوسية، تحتوي نصوص مثل ساتاباتا براهمانا (المكتوب ق. القرن السادس قبل الميلاد) والبورانا على قصة الفيضان العظيم "مانفانتارا-سانديا"، حيث يظهر يتجسد الإله فيشنو في صورته ماتسيا ليُحذر الرجل الأول مانو من الفيضان الوشيك، وينصحه أيضًًا ببناء قارب عملاق.

### في الأساطير الفارسية
وفي المزدكية الزرادشتية، يحاول أهريمان تدمير العالم بالجفاف الذي ينهيه الملاك ميثرا بإطلاق سهم على صخرة، ينبع منها فيضان؛ ويبقى رجل واحد على قيد الحياة في فُلك مع ماشيته. يزعم نوربرت أوتينجر عالم الإيرانيات الألماني بأن قصة ييم وفارا كانت في الأصل أسطورة فيضان، وأن الشتاء القاسي أضيف للقصة بسبب الطبيعة الجافة لشرق إيران، حيث لم يكن لأساطير الفيضان تأثير كبير كالشتاء القاسي. كما زعم أن ذكر تدفق المياه الذائبة في فيديفداد من بقايا أسطورة الطوفان، وقال بأن أساطير الطوفان الهندية كان بطلها في الأصل هو ييم، ولكن غُيِّرَ إلى مانو لاحقًا.

### في الأساطير الإغريقية
في محاورة طيماوس لأفلاطون المكتوبة ق. 360 ق.م.، وصف طيماوس أسطورة فيضان مشابهة للروايات السابقة. وفيها، أثار العرق البرونزي للبشر غضب الإله الأعلى زيوس بسبب حروبهم المستمرة. فقرر زيوس معاقبة البشرية بالفيضان. أخبر العملاق بروميثيوس الذي خلق بشرًا من طين ديوكاليون بالخطة السرية، ونصحه ببناء فُلك لينجو. وبعد تسع ليالٍ وأيام، بدأت المياه في الانحسار، وهبطت السفينة على جبل.

### في أمريكا الشمالية
تؤمن قبيلة شايان التي سكنت السهول الكبرى في أمريكا الشمالية بأن فيضانًا غيّر مسار تاريخهم، ربما حدث في وادي نهر ميزوري.

## تشابهات القصة في سفر التكوين وأساطير بلاد الرافدين
تُعد رواية الطوفان في المصدر الكهنوتي هي النص الكهنوتي الوحيد الذي يغطي التواريخ بتفاصيل كثيرة قبل رواية سفر الخروج. ربما يرجع ذلك إلى انتشار رواية عن قصة الطوفان وقتئذ. هناك نص اكتُشف في أوغاريت عُرف باسم «RS 94.2953»، ويتكون هذا النص من أربعة عشر سطرًا يحكي فيها الراوي كيفية ظهور الإله إيا له ليأمره بأن يستخدم أدواته لفتح نافذة في الجزء العلوي من البناء الذي كان يبنيه، وكيف نفذ هذا التوجيه وأرسل منها طائرًا. عندما ترجم أنطوان كافينو هذا النص اعتقد أن هذه القطعة تنتمي إلى إحدى قصص الطوفان التي انتشرت في بلاد ما بين النهرين، ربما أتراحاسس أو اللوح التاسع من أسطورة جلجامش الذي كانت له نسخة موجودة في أوغاريت تحت رقم «RS 22.421» اشتملت على رواية بلسان بطل حادثة الطوفان. إن صحّ هذا الاعتقاد، فبذلك تُمثّل القطعة «RS 94.2953» نسخة فريدة من قصة طوفان بلاد ما بين النهرين. يبدأ السطر الأول من النص بعبارة: «عند اختفاء القمر في أول الشهر»، مما يدلّل على استخدام الرواية للتقويم القمري، كما تُحدّد على وجه الدقّة التاريخ الذي أطلق فيه بطل الرواية الطائر. ترجع أهمية ذلك إلى كون هذا النص دون بقية نصوص قصة الطوفان في بلاد ما بين النهرين إلى كونه النص الوحيد في قصة الفيضان الذي يُعطي تاريخًا محددًا لحدث ما، بينما لا تُحدّد أي نصوص أخرى تواريخ محددة أو تفاصيل تقويمية للمراحل الأخرى في قصة الطوفان. هناك أهمية أخرى للنص «RS 94.2953» هي اشتراكه مع رواية الإصحاح الثامن من سفر التكوين في موضوع إطلاق بطل قصة الطوفان لطائر في تاريخ تقويمي محدد من أجل العثور على أرض في وسط مياه الطوفان.
ونظرًا لأوجه التشابه والتفاصيل المتشابهة في العديد من المواضع بين رواية الطوفان في سفر التكوين وبين تلك الملاحم، يُرجّح اعتماد رواية سفر التكوين على روايات تلك الملاحم خاصة جلجامش التي يُعتقد أنها تعود إلى نحو 1300-1000 ق.م.

## تاريخية الحادثة

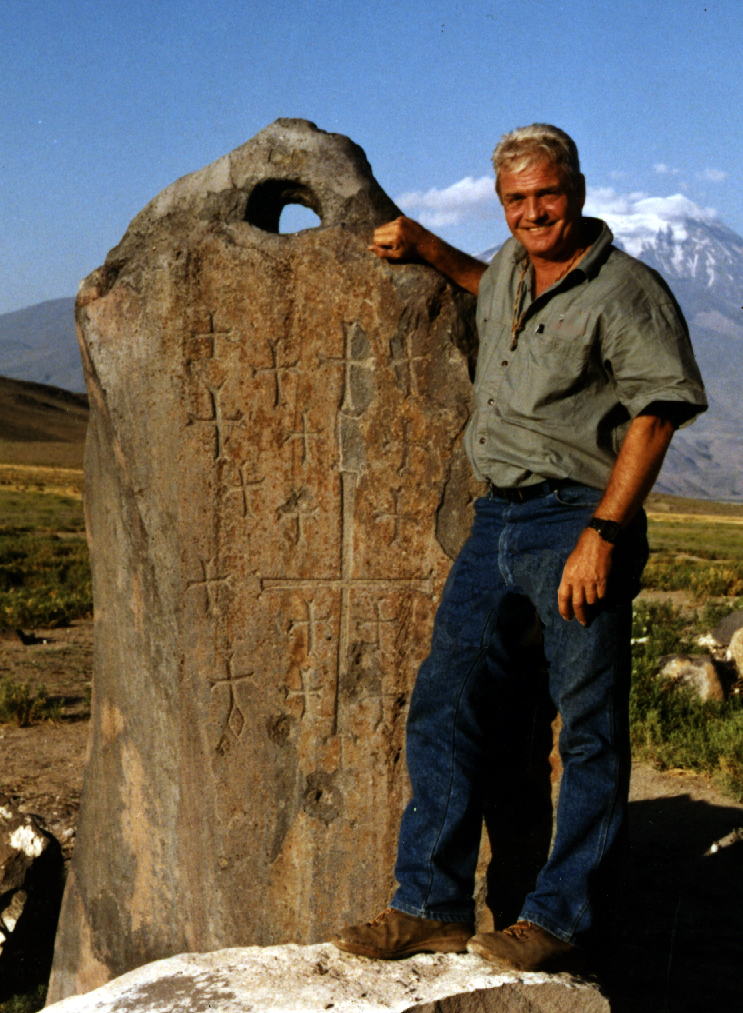
ديفيد فاسولد أحد المروجين لموقع دوروبينار، يقف بجوار حجر إدعى أنه كان يستخدم لتوجيه مؤخرة الفُلك؛ يُعتقد أن الصلبان رسمت عليه خلال فترة الحروب الصليبية

يعتبر علماء وباحثون أكاديميون أن القصة في شكلها الحالي مبالغ فيها و/أو غير قابلة للتصديق. ومع ذلك، فمن الجدير بالملاحظة أن قصة الطوفان تصف إما حادثة تضاؤل سكاني شديد أو تأصيل لدور الأجداد المؤسسين بين الأحفاد الناجين والذي يربطهم ببعضهم البعض. حتى الآن، لا يوجد دليل على وجود مثل هذا التضاؤل السكاني الشديد في تلك الفترة الزمنية (قبل 7000 سنة من يومنا هذا) سواء بين البشر أو الأنواع الحيوانية الأخرى.
يُعتقد أن الفيضانات التي حدثت في أعقاب العصر الجليدي الأخير (نحو 115,000 - 11,700 سنة مضت) ألهمت الأساطير التي لا تزال قائمة حتى يومنا هذا. دارت أحداث قصة أفلاطون الرمزية حول أطلانطس قبل أكثر من 9000 عام من عصره، مما دفع بعض العلماء إلى اقتراح أن مجتمع العصر الحجري الذي عاش بالقرب من البحر المتوسط كان لديهم هاجس بإمكانية القضاء عليهم مع ارتفاع مستوى سطح البحر، وهو الحدث الذي كان من الممكن أن يكون بمثابة الأساس للقصة.
ذكر عالم الآثار بروس ماس أن بعض روايات الطوفان العظيم الموجودة في العديد من الثقافات حول العالم قد تكون مرتبطة باصطدام كويكب محيطي حدث بين أفريقيا والقارة القطبية الجنوبية في وقت قريب من كسوف للشمس، مما تسبب في حدوث تسونامي. ومن بين 175 أسطورة قام بتحليلها، كانت هناك أسطورة هندوسية تتحدث عن اصطفاف الكواكب الخمسة في ذلك الوقت، وقصة صينية تربط الفيضان بنهاية عهد الإمبراطورة نو وا. بالإضافة إلى إشارة أربعة عشر أسطورة عن الفيضان إلى كسوف كلي للشمس. وبحسب اعتقاد بروس ماس، تشير هذه الدلائل إلى حدوث هذا الحدث في 10 مايو 2807 ق.م. تشير فرضية ماس إلى أن نيزكًا أو مذنّبًا اصطدم بالمحيط الهندي بين عامي 3,000-2,800 ق.م.، وأنشأ حفرة بلغ طولها 30 كيلومترًا تحت سطح البحر، تولّد عنها تسونامي عملاق غمر الأراضي الساحلية.
ورغم ذلك، إن كانت قصة الطوفان مستمدة من قصة ذات طابعي محليّ في منطقة ما وتصف سببية حدوث الحدث لدى مجموعة ما من البشر، فإن بعض التفسيرات مثل الأحداث التي وصفتها فرضية طوفان البحر الأسود قد توضّح تاريخية قصة الطوفان. هناك دلائل على حدوث فيضانات كارثية محلية في السجل الجيولوجي: فقد ثبت أن منطقة خنادق سكابلاندز جنوبي شرق ولاية واشنطن قد تشكلت من خلال سلسلة من الفيضانات الكارثية الناشئة عن انهيار السدود الجليدية في المنطقة، والتي تشير التقديرات إلى أن آخرها حدث قبل نحو 18,200-14,000 سنة.
وهناك هيئة جيولوجية أخرى يُعتقد أنها تشكلت بسبب الفيضانات الكارثية الهائلة وهي مضيق تسانغبو في التبت، الذي يُعتقد أيضًا أن انهيار السدود الجليدية قد أطلق العنان لسيول هائلة ومفاجئة من المياه لتشكل المضيق في وقت ما بين سنتي 600م-900م.
مثال آخر تُظهره ما سبّبته فيضانات كارثية قادمة من جبال ألطاي في عصور ما قبل التاريخ نتيجة انهيارات جليدية، مسبّبة فيضانات هائلة على طول نهر كاتون (في جمهورية ألطاي الحالية) في وقت ما بين سنتي 12,000 ق.م.-9,000 ق.م.، حيث يتضح أن الكثير من الحصى المترسب على طول وادي نهر كاتون يفتقر إلى البنية الطبقية، وبدلاً من ذلك تظهر دلائل على وجود ترسب مباشر بدلًا من وجود الدلائل على تعلُّق للرواسب في تدفق مضطرب.

### بلاد الرافدين
كانت بلاد الرافدين كغيرها من مواقع الحضارات النهرية القديمة معرضة للفيضانات؛ وبالنسبة لأولئك الذين يعانون من فيضانات واسعة النطاق، يمكن للفيضانات أن تدمر عالمهم المعروف بأكمله. ووفقًا لتقرير التنقيب عن أعمال التنقيب في ثلاثينيات القرن العشرين في شوروباك، وُجد أنه هناك فاصل بين طبقتي عصر جمدة نصر وعصر الأسرات الأولى في الموقع بطبقة صفراء يبلغ سمكها 60 سم من الرمل الغريني والطين، مما يشير إلى حدوث فيضان. تتكون طبقة كتلك نتيجة اندفاع النهر، وهي عملية شائعة في نظام نهري دجلة والفرات. وقد سُجّلت طبقات مماثلة في مواقع أخرى أيضًا، كلها تعود إلى فترات مختلفة، والتي من شأنها أن تكون متسقة مع طبيعة تقلبات الأنهار. وفقًا لإحدى أساطير بلاد الرافدين، كانت شوروباك مدينة أوتنابيشتيم الملك الذي بنى قاربًا للنجاة من الطوفان القادم. يعود تاريخ الطبقة الصفراء الغرينية إلى نحو 2,900 ق.م.

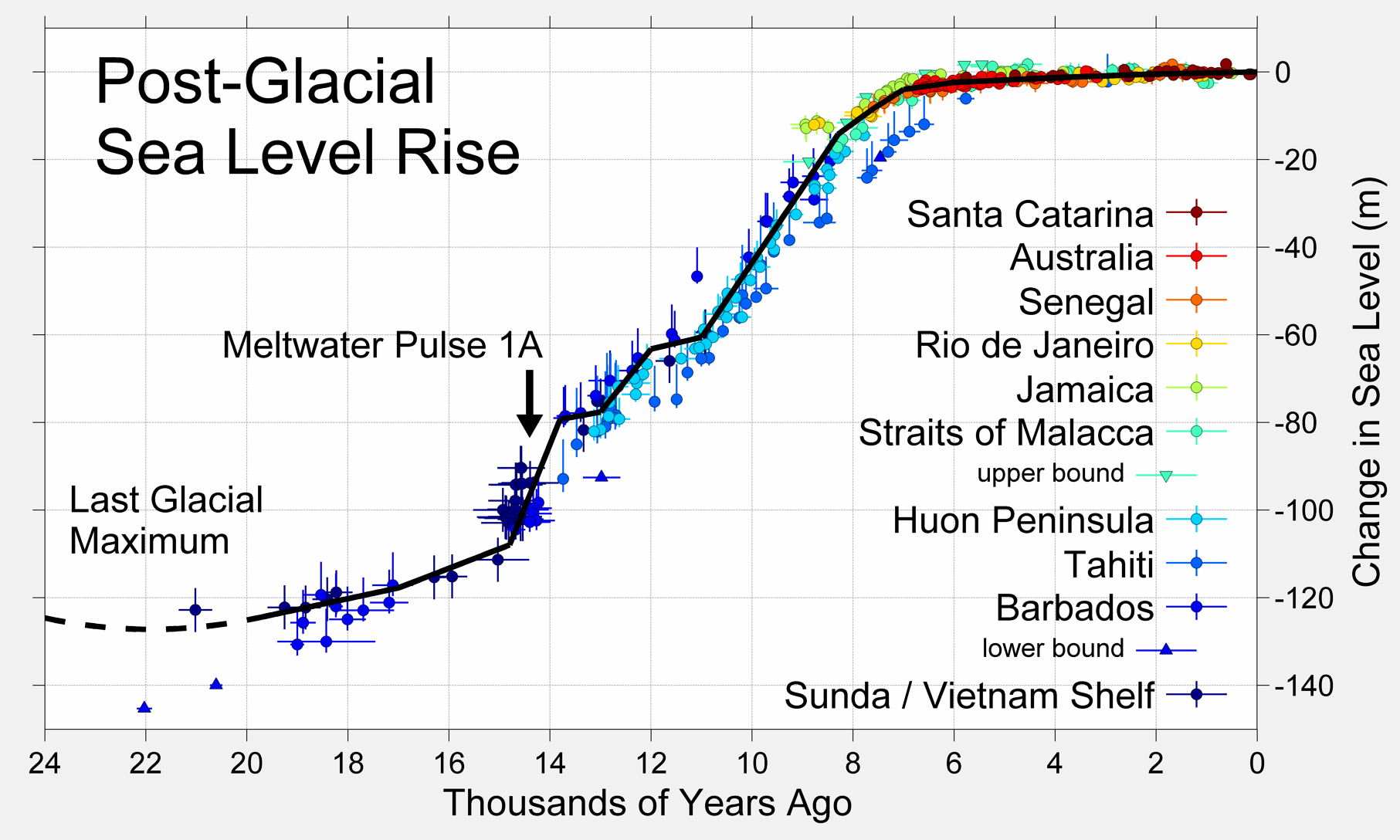
ارتفاع مستوى سطح البحر ارتفاعًا فائقًا خلال آلاف السنوات بعد الذروة الجليدية الأخيرة.

تغيّرت جغرافية بلاد الرافدين عندما امتلئ الخليج العربي بعد ارتفاع مستوى سطح البحر عقب الفترة الجليدية الأخيرة. قبل 18,000 عام من وقتنا الحاضر، كان مستوى سطح البحر عالميًا أقل 120 م (390 قدم) من مستواه اليوم، وظلّ يعلو حتى استقر عند مستواه الحالي قبل 8,000 عام أي فوق مستوى قاع الخليج بمتوسط 40 م (130 قدم)، والذي كان سابقًا منطقة منخفضة وخصبة في بلاد الرافدين مساحتها (800 كـم × 200 كـم, 500 ميل × 120 ميل) كانت مأهولة بكثافة حتى حدوث فيضان متفجر بدأ قبل 100,000 عام. وقد لوحظت الزيادة الكثيفة للاستيطان البشري في مواقع ما فوق مستوى البحر الحالي قبل نحو 7,500 عام قبل وقتنا الحاضر.

### حوض البحر المتوسط
يرى المؤرخ أدريان مايور أن قصص الفيضانات العالمية ربما كانت مستوحاة من ملاحظات القدماء لوجود أصداف بحرية وحفريات الأسماك في المناطق الداخلية والجبلية. وقد وثّق الإغريق وقدماء المصريون والرومان اكتشاف مثل هذه البقايا في مثل هذه المواقع؛ وقد رجّح الإغريق أن الأرض غطتها المياه في عدة مناسبات، مستشهدين بالأصداف البحرية وحفريات الأسماك الموجودة على قمم الجبال كدليل على هذه الفكرة.
افترضت التكهنات المتعلقة بأسطورة ديوكاليون حدوث تسونامي كبير في البحر المتوسط، ناجم عن ثوران ثيرا (المؤرّخ جيولوجيًّا وتقريبيًّا بين عامي 1630-1600 ق.م.)، كأساس تاريخي لهذه الأسطورة. على الرغم من أن التسونامي ضرب جنوب بحر إيجة وكريت، إلا أنه لم يؤثر على المدن في البر الرئيسي لليونان، مثل ميسينا وأثينا وطيبة، التي استمرت في الازدهار، مما يشير إلى أن تأثير التسونامي كان محليًّا وليس على مستوى المنطقة.
قدّمت فرضية طوفان البحر الأسود تفسيرًا مثيرًا للجدل حول الفيضانات طويلة المدى؛ تزعم الفرضية بحدوث اندفاع كارثي للمياه نحو 5,600 ق.م. من البحر المتوسط إلى حوض البحر الأسود، مما أثار نقاشًا كبيرًا حول هذه الفرضية. كذلك، قدمت فرضية تصادم درياس الأصغر تفسيرًا طبيعيًا آخر مقترحًا لأساطير الطوفان. ومع ذلك، كانت هذه الفكرة أيضًا مثيرة للجدل، ولكنها دُحضت في هذه الأيام.

### المذنبات

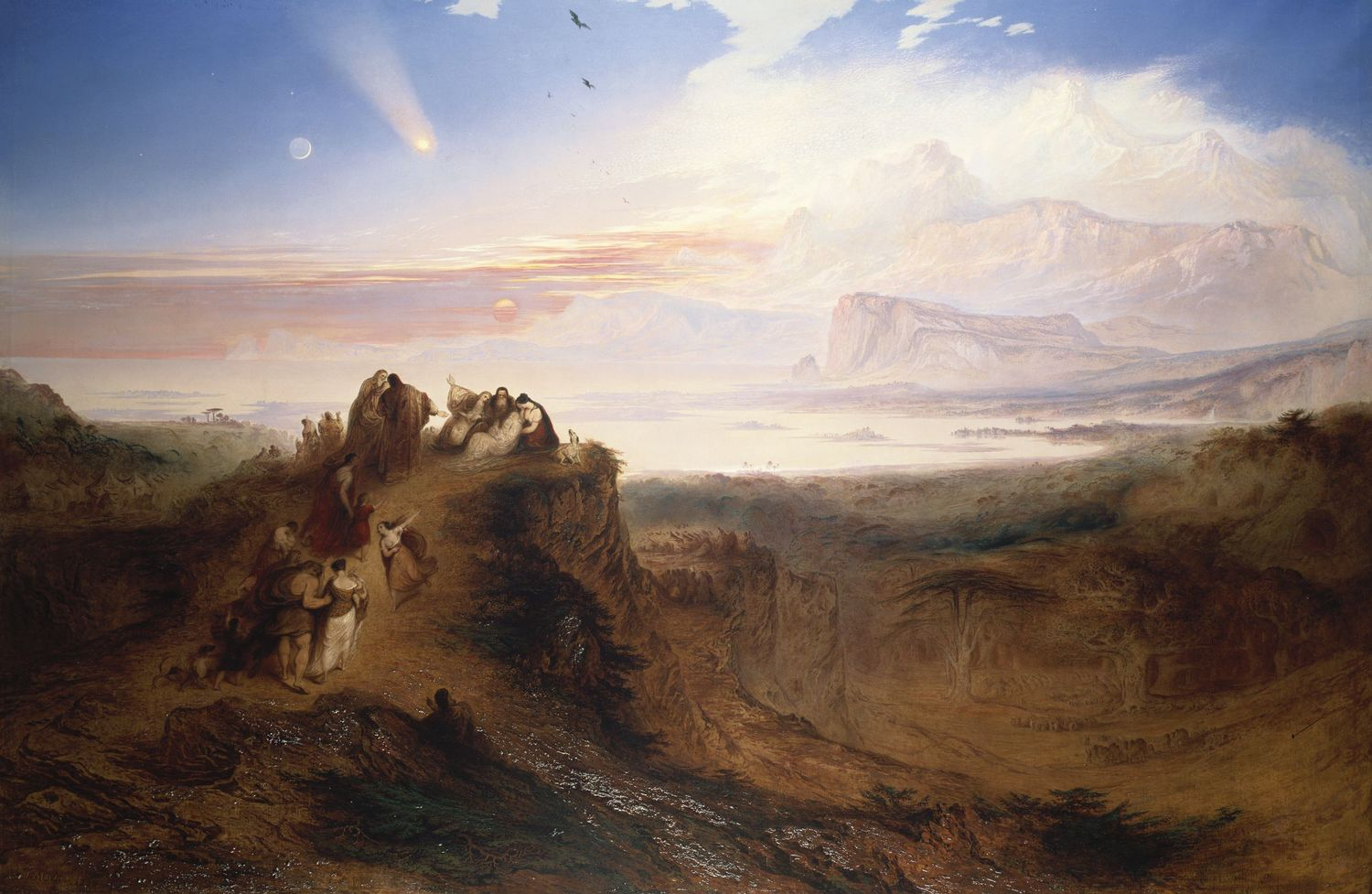
لوحة تصف مذنب تسبب في حدوث الطوفان العظيم (1840م).

تُنسب أقدم الفرضيات حول وجود تأثير كبير لمذنب على تعداد البشر إلى إدموند هالي الذي افترض في سنة 1694م أن حادثة الطوفان نتجت عن فوضى سبّبها مُذنّب. درس ويليام ويستون هذه المسألة بشيء من التفصيل متبنّيًا نظريات نيوتن التي وضعها في كتابه «نظرية جديدة حول الأرض» (1696م) بأن صدمة مذنب للأرض سنة 2342 ق.م.، كانت السبب المحتمل لحدوث الطوفان المذكور في الكتاب المقدس. كما زعم ويستون أن نشأة الغلاف الجوي وغيره من التغيرات الهامة في الأرض حدثت بتأثير سقوط المذنبات.
قال لابلاس في كتابه «نظام العالم» الذي نُشر للمرة الأولى سنة 1796م:
«غرقت معظم البشرية والحيوانات في طوفان عالمي، أو دُمّروا تحت وطأة عنف الصدمة التي تعرض لها العالم الأرضي؛ انقلبت كل آثار الصناعة البشرية: تلك هي الكوارث التي تصنعها صدمة مذنب.»
حظيت فرضية أخرى عند خبير الآثار الزائفة إغناطيوس إل. دونيلي حيث أوردهل في كتابه عصر النار والحصى (1883) الذي تلا كتابه الأشهر «أطلانطس: عالم ما قبل الطوفان» (1882). في كتاب عصر النار والحصى، زعم دونيلي أن مذنّبًا هائلًا صدم الأرض بين سنتي 6,000-9,000 ق.م. مدمّرًا الحضارة المتقدمة التي كانت في قارة أطلانطس المفقودة. سار دونيلي على نهج من سبقوه الذين نسبوا حدوث الطوفان الكتابي إلى صدمة المذنب، كما رجّح أنه نتيجة للصدمة نتجت حرائق كارثية تسببت في تغير المناخ. بعد فترة قصيرة من نشر كتاب عصر النار والحصى، علّق أحد الناقدين قائلًا: «أكّد ويستون ارتباط طوفان نوح بقصة المذنب؛ إلا أن دونيلي جاوزه بتأكيده على أن كوكبا لم يعاني فقط من طوفان ناتج عن المذنب، بل وتعرّض لحريق ومطر من الحجارة.»

### جيولوجيا الطوفان
كان لتطور علم الجيولوجيا تأثير عميق على النظرة تجاه رواية الطوفان الكتابية من خلال إضعاف صحة التسلسل الزمني الكتابي الذي حدّد الخليقة والطوفان في التاريخ بما لا يزيد عن بضعة آلاف من السنين. ففي سنة 1823م، فسر اللاهوتي الإنجليزي وعالم الطبيعة وليام بكلاند الظواهر الجيولوجية على أنها آثار للطوفان بقوله: «تشهد على عمل الطوفان الذي اجتاح العالم». وقد أيد آخرون وجهات نظره في ذلك الوقت، بما في ذلك الجيولوجي المؤثر آدم سيدجويك. ولكن بحلول سنة 1830م، اعتبر سيدجويك أن الأدلة تشير إلى فيضانات محلية فقط. وقد أوضح لويس أغاسيز فيما بعد أن هذه الرواسب هي نتيجة للفترات الجليدية.
في سنة 1862م، قام ويليام طومسون (الذي أصبح فيما بعد اللورد كلفن) بحساب عمر الأرض بأنه يتراوح بين 24-400 مليون سنة، وبالنسبة لما تبقى من القرن التاسع عشر، لم ترتكز المناقشات العلمية على مدى جدوى نظرية الزمن السحيق، ولكن على تحديد رقم أكثر دقة لعمر الأرض. وفي سنة 1899م، اتخذ مجلد "لوكس موندي" الذي يحتوي على عدد من المقالات اللاهوتية نهجًا أكثر انتقادية للكتاب المقدس، مفاده أن القراء يجب أن يعتمدوا على الأناجيل باعتبارها تاريخية تمامًا، ولكن لا ينبغي أن يأخذوا بما جاء في الفصول الأولى من سفر التكوين حرفيًا. ومن خلال مجموعة متنوعة من الوسائل المستقلة، حدد العلماء عمر الأرض بنحو 4.54 مليار سنة.
بالمقابل نشأ علم جيولوجيا الطوفان الذي يُعدّ علمًا زائفًا حيث يتناقض مع عدد من المبادئ والاكتشافات الحقيقية في مجالات الجيولوجيا وعلم طبقات الأرض والجيوفيزياء والفيزياء وعلم الحفريات وعلم الأحياء والأنثروبولوجيا وعلم الآثار في محاولة للتفسير والتوفيق بين السمات الجيولوجية على الأرض بما يتوافق مع الفهم الحرفي لرواية الطوفان في سفر التكوين وهو العلم الذي أسسه الجيولوجيين الكتابيين وهم مجموعة غير متجانسة من الكتاب من أوائل القرن التاسع عشر الميلادي معظمهم يفتقرون إلى أي خلفية جيولوجية، ويفتقرون أيضًا إلى التأثير حتى في الأوساط الدينية. مما دعا المجتمع العلمي في عصرهم إلى تجاهل وجهات النظر الجيولوجية لهؤلاء الكتاب.
في القرن التاسع عشر الميلادي، تُجوهل علم جيولوجيا الطوفان إلى حد كبير، ولكن في القرن العشرين الميلادي عادت له الحياة على يد اللاهوتي السبتي جورج ماكريدي برايس الذي استوحى أفكاره من رؤى إلين جي. وايت. ومع تقدم مسيرة برايس المهنية، اكتسب اهتمامًا خارج مجموعات السبتيين، وبحلول سنة 1929م أصبح مؤلفًا علميًا مشهورًا بين الأصوليين المسيحيين على الرغم من أن غير السبتيين رفضوا نظرياته حول خلق الأرض الفتية. وخلال منتصف القرن العشرين الميلادي، وعلى الرغم من المناقشات بين اللاهوتيين البروتستانت، حافظت جيولوجيا الطوفان على جاذبيتها في أوساط الدوائر المسيحية الإنجيلية. يزعم المؤرخ رونالد نمبرز أن العلاقة الأيديولوجية بين المسيحيين الإنجيليين الذين يريدون تحدي جوانب الإجماع العلمي التي يعتقدون أنها تتعارض مع تفسيرهم للنصوص الدينية قد تأسست لأول مرة من خلال نشر كتاب «طوفان سفر التكوين» سنة 1961م.
تعتمد معظم الأوساط العلمية، وخاصة تلك التي تتعارض مع جيولوجيا الطوفان، على مبدأ التناسقية الذي وضعه تشارلز لايل، والذي كان يُنظر إليه في معظم تاريخ مؤيدي جيولوجيا الطوفان على أنه يتناقض مع نظرية الكارثة المتأصلة في جيولوجيا الطوفان. ورغم ذلك، بعد اكتشاف أدلة على بعض الأحداث الكارثية، فإن الأحداث المشابهة لتلك التي تستند إليها رواية الطوفان تُقبل قدر الإمكان ضمن إطار موحد شامل. وفيما يتعلق بالقوى الجيولوجية، تشرح نظرية الوتيرة الواحدة تشكُّل معالم الأرض من خلال قوى في الغالب بطيئة المفعول تلك التي نراها اليوم.

### توزيع الأنواع
بحلول القرن السابع عشر الميلادي، واجه المؤمنون بسفر التكوين مشكلة التوفيق بين اكتشاف العالم الجديد وزيادة الوعي بالتوزيع العالمي للأنواع وبين السيناريو الأقدم الذي بموجبه نشأت جميع أشكال الحياة من نقطة أصل واحدة على سفوح جبل أرارات. كانت الإجابة الواضحة هي انتشار البشر عبر القارات بعد تدمير برج بابل واصطحاب الحيوانات معهم، لكن بعض النتائج بدت غريبة. في سنة 1646م، تساءل السير توماس براون لماذا أخذ سكان أمريكا الشمالية الأصليون معهم الأفاعي المجلجلة، ولم يأخذوا الخيول، قائلًا: «كيف تزخر أمريكا بالوحوش الجارحة والحيوانات الضارة، ولكنها لا تحتوي على ذلك المخلوق الضروري، الحصان، غريب جدًا».
قام براون الطبيب والعالم الهاو وأحد أوائل المشككين في فكرة التولد الذاتي بملاحظته تلك ملاحظة عابرة. ورغم ذلك، بدأ أيضًا وقتئذ لاهوتيون مثل يوستوس ليبسيوس وأثناسيوس كيرشر في إخضاع قصة الفلك لتدقيق صارم أثناء محاولتهم للتوفيق بين النص الكتابي وبين علم التاريخ الطبيعي الصاعد. وقد قدمت الفرضيات الناتجة عن هذا التدقيق زخمًا مهمًا لدراسة التوزيع الجغرافي للنباتات والحيوانات، وحفزت تحفيزًا غير مباشر على ظهور علم الجغرافيا الحيوية في القرن الثامن عشر الميلادي. بدأ علماء التاريخ الطبيعي في الربط بين المناخات، وبين الحيوانات والنباتات التي تكيفت مع تلك المناخات. افترضت إحدى النظريات المقبولة وقتئذ أن أرارات المذكورة في الكتاب المقدس كانت منقسمة إلى عدد من المناطق المناخية المختلفة. ومع تغير المناخ، تحركت الحيوانات المرتبطة بتلك المناخات أيضًا، وانتشرت في النهاية لإعادة إعمار الأرض.
كانت هناك أيضًا مشكلة التزايد المستمر لأعداد الأنواع المعروفة: بالنسبة لكيرشر وعلماء التاريخ الطبيعي الأوائل، لم تكن لديهم مشكلة كبيرة في إيجاد مكان لجميع أنواع الحيوانات المعروفة في الفُلك. وبعد أقل من قرن من الزمان، أدى اكتشاف اكتشافات جديدة إلى صعوبة تبرير التفسير الحرفي لقصة الفلك. بحلول منتصف القرن الثامن عشر الميلادي، لم يعُد أحد من علماء التاريخ الطبيعي يقبل بالتفسير الحرفي للرواية سوى عدد قليل منهم.

### الملاحظات
1. ↑  تحتوي أسطورة طوفان أترا هاسس على بعض الأحداث التي لم تتواجد في أسطورة طوفان جلجامش.[14]
2. ↑  أشار أندرو ر. جورج إلى أن النسخة الحديثة من ملحمة جلجامش تتوافق مع نسخة سين-لقي-ونيني الذي عاش بين سنتي 1100-1300 ق.م.[16]
3. ↑  التنّور:ينبوع المياه الملتهبة الكامنة في جوف الأرض[44]
4. ↑  في كتاب عصر النار والحصى (1883) افترض إغناطيوس إل. دونيلي أن حادثة الطوفان "ربما حدثت في وقت ما قبل 8,000-11,000 سنة من اليوم"،[104] وفي كتابه السابق أطلانطس: عالم ما قبل الطوفان (1882) أخذ دونيلي بتقدير أفلاطون الذي جعل دمار أطلانطس حادثًا ي سنة 9,600 ق.م.[105]

#### بِاللُّغة العربيَّة
1. ↑  فراس السواح (2022). مغامرة العقل الأولى، دراسة في الأسطورة: سوريا وبلاد الرافدين. مؤسسة هنداوي. ص. 157. ISBN:978-1-5273-2896-9. مؤرشف من الأصل في 2023-09-23.
2. ↑  إسلام ويب - قصة نوح عليه السلام في القرآن نسخة محفوظة 2023-12-28 على موقع واي باك مشين.
3. ↑  محمد رشيد رضا (1990)، تفسير القرآن الحكيم المسمى تفسير المنار، القاهرة: الهيئة المصرية العامة للكتاب، ج. 12، ص. 83، OCLC:4771048558، QID:Q125897123
4. ↑  مركز الإشعاع الإسلامي للدراسات والبحوث الإسلامية - دراسة في قصة الطوفان للشيخ محمد هادي معرفة نسخة محفوظة 2021-07-26 على موقع واي باك مشين.
5. ↑  موقع إعجاز القرآن والسنة - الطوفان العظيم بقلم د. محمد بن إبراهيم دودح نسخة محفوظة 2023-12-28 على موقع واي باك مشين.

#### بِلُغاتٍ أوروپيَّة
1. ↑  Leeming (2004), p. 138.
2. ↑  Leeming (2010), p. 469.
3. ↑  Bandstra (2008), p. 61.
4. ↑  Montgomery (2012).
5. ↑  Cohn (1999).
6. ↑  
  - Kuchment، Anna (أغسطس 2012). "The Rocks Don't Lie: A Geologist Investigates Noah's Flood". Scientific American. مؤرشف من الأصل في 2023-11-08. اطلع عليه بتاريخ 2018-12-31.
  - Raff، Rudolf A. (20 يناير 2013). "Genesis meets geology. A review of the rocks don't lie; a geologist investigates Noah's flood, by David R. Montgomery". Evolution & Development. ج. 15 ع. 1: 83–84. DOI:10.1111/ede.12017.
  - "The Rocks Don't Lie: A Geologist Investigates Noah's Flood". Publishers Weekly. 28 مايو 2012. مؤرشف من الأصل في 2023-04-01. اطلع عليه بتاريخ 2018-12-31.
  - Bork، Kennard B. (ديسمبر 2013). "David R. Montgomery. The Rocks Don't Lie: A Geologist Investigates Noah's Flood". Isis. ج. 104 ع. 4: 828–829. DOI:10.1086/676345.
  - McConnachie، James (31 أغسطس 2013). "The Rocks Don't Lie, by David R. Montgomery - review". ذا سبيكتاتور  [لغات أخرى]‏. مؤرشف من الأصل في 2023-12-16. اطلع عليه بتاريخ 2018-12-31.{{استشهاد بخبر}}:  صيانة الاستشهاد: علامات ترقيم زائدة (link)
  - Prothero، Donald R. (2 يناير 2013). "A Gentle Journey Through the Truth in Rocks". Skeptic (US magazine). مؤرشف من الأصل في 2023-11-08. اطلع عليه بتاريخ 2019-01-02.
7. ↑  Isaak (2007), p. 237-238.
8. ↑  Walton & Longman III 2018، صفحات 145–146.
9. ↑  Chen 2013، صفحة 1,11.
10. ↑  Black، Jeremy A.؛ Cunningham، Graham؛ Robson، Eleanor؛ Zólyomi، Gábor، المحررون (2004). "The Flood story". The Literature of Ancient Sumer. Oxford: Oxford University Press (نُشِر في 2006). ص. 212. ISBN:9780199296330. مؤرشف من الأصل في 2023-10-22. اطلع عليه بتاريخ 2021-02-05. تتشابه القصة السومرية للطوفان العالمي [...] مع النسخ الأطول المحفوظة من القصائد البابلية أترا-هاسيس وملحمة جلجامش.
11. ↑  Finkel 2014، صفحة 88.
12. ↑  Dalley 2008، صفحة 2.
13. ↑  Black, Jeremy, Cunningham, G. Robson, E. Zolyomi, G. The Literature of Ancient Sumer, Oxford University Press, 2004. (ردمك  0-19-926311-6)
14. ↑  George 2003، صفحة xxx.
15. ↑  Tigay، Jeffrey H. (2002) [1982]. The Evolution of the Gilgamesh Epic. Bolchazy-Carducci Publishers. ص. 23, 218, 224, 238. ISBN:9780865165465. مؤرشف من الأصل في 2023-03-26.
16. ↑  George 2003، صفحات ii, xxiv–v.
17. ↑  Finkel، Irving (2014). The Ark Before Noah. Doubleday. ISBN:9780385537124.
18. ↑  Pritchard, James B. (ed.), Ancient Near Eastern Texts Relating to the Old Testament (Princeton, NJ: Princeton University Press, 1955, 1969). 1950 1st edition at Google Books. p.44: "...فيضان [سوف يجتاح] مراكز العبادة. لتدمير نسل البشرية. هذا قرار، مُجمّع [الآلهة]." نسخة محفوظة 2023-10-11 على موقع واي باك مشين.
19. ↑  "YI SAMUEL CHEN". University of Hong Kong. مؤرشف من الأصل في 2023-03-28. اطلع عليه بتاريخ 2023-03-28.
20. ↑  Chen، Yi Samuel (2013). The Primeval Flood Catastrophe. Oxford University Press. DOI:10.1093/acprof:oso/9780199676200.001.0001. ISBN:978-0-19-967620-0.
21. ↑  Davidson، Robert (1973). Genesis 1–11. Cambridge University Press. ص. 30. ISBN:9780521097604. مؤرشف من الأصل في 2023-08-29.
22. ↑  Ginzberg, Louis (1909). The Legends of the Jews Vol I : The Inmates of the Ark (Translated by Henrietta Szold) Philadelphia: Jewish Publication Society. نسخة محفوظة 2023-12-15 على موقع واي باك مشين.
23. ↑  Cohn 1999، صفحة 11–12.
24. ↑  Cotter، David W. (2003). Genesis. Collegeville, MN: Liturgical press. ص. 49–51. ISBN:0814650406. مؤرشف من الأصل في 2023-11-09.
25. ↑  Oliver 2017، صفحة 12.
26. ↑  Gmirkin 2006، صفحة 3.
27. ↑  Worthington 2019، صفحة 147.
28. 1 2  Cline 2007، صفحة 20.
29. ↑  Kaltner & McKenzie 2014، صفحة 74.
30. 1 2  Arnold 2009، صفحة 97.
31. ↑  Berman 2017، صفحات 236–268.
32. ↑  Gary A. Rendsburg, The biblical flood story in the light of the Gilgameš flood account, p.116
33. ↑  VanderKam 2002، صفحة 3.
34. ↑  Bridge 2009، صفحة 41.
35. ↑  Habel 1988، صفحة 23.
36. 1 2 3 4  "Flood, the – Baker's Evangelical Dictionary of Biblical Theology Online". Bible Study Tools. مؤرشف من الأصل في 2023-11-08. اطلع عليه بتاريخ 2018-07-18.
37. ↑  "Creation Worldview Ministries: The New Testament and the Genesis Flood: A Hermeneutical Investigation of the Historicity, Scope, and Theological Purpose of the Noahic Deluge". www.creationworldview.org. مؤرشف من الأصل في 2007-07-20. اطلع عليه بتاريخ 2018-07-18.
38. 1 2  Wiersbe, Warren (1993). Wiersbe's expository outlines on the Old Testament (بالإنجليزية الأمريكية). Wheaton, Illinois: Victor Books. ISBN:978-0896938472. OCLC:27034975.
39. ↑  Matthew، Henry (2000). Matthew henry's concise commentary on the whole bible. Nelson's concise series. [Place of publication not identified]: Nelson Reference & Electronic. ISBN:978-0785245292. OCLC:947797222.
40. ↑  "The Typological Interpretation of the Old Testament, by G.R. Schmeling". www.bible-researcher.com. مؤرشف من الأصل في 2023-06-10. اطلع عليه بتاريخ 2018-07-18.
41. ↑  Marvin Meyer؛ Willis Barnstone (2009). "The Reality of the Rulers (The Hypostasis of the Archons) and The Secret Book of John". The Gnostic Bible. Shambhala Publications. ISBN:9781590306314. مؤرشف من الأصل في 2023-10-10. اطلع عليه بتاريخ 2022-02-07.
42. ↑  "Book Two, 1st Glorification: Upon Each Faithful Mandaean, I Will Place My Right Hand". Ginza Rabba. ترجمة: Al-Saadi، Qais؛ Al-Saadi، Hamed (ط. 2nd). Germany: Drabsha. ج. Right Volume. 2019. ص. 18–19.
43. ↑  "Book Nineteen: The Deluge". Ginza Rabba. ترجمة: Al-Saadi، Qais؛ Al-Saadi، Hamed (ط. 2nd). Germany: Drabsha. ج. Right Volume. 2019. ص. 203–204. [Note: this book, or a larger text containing it, is numbered book 18 in some other editions.]
44. ↑  تعريف و معنى تنور في معجم المعاني الجامع
45. ↑  Fasold 1988، صفحات 319–25.
46. ↑  Edwin B. Greenwald (13 نوفمبر 1948). "Turk Reports 'Ship' Atop Mt. Ararat". Associated Press article. مؤرشف من الأصل في 2023-11-02.
47. ↑  Noorbergen، Rene (2004). The Ark File. TEACH Services, Inc. ص. 128. ISBN:978-1572582668. مؤرشف من الأصل في 2023-10-03. اطلع عليه بتاريخ 2014-06-04.
48. ↑  Fasold 1988، صفحات 15–22.
49. ↑  Pockley، Peter (6 نوفمبر 1994). "Theory blown out of the water". Australian Sun-Herald. مؤرشف من الأصل في 2023-07-14.
50. ↑  Snellinstructureg، Andrew (1 سبتمبر 1992). "Special Report: Amazing 'Ark' Exposé". Creation Magazine. ج. 14 ع. 4. مؤرشف من الأصل في 2023-07-14.
51. ↑  Fasold 1988، صفحات 92–3.
52. ↑  Eggeling، Julius (1882). Satapatha Brahmana, Part 1. ص. 216–218 (1:8:1:1–6). مؤرشف من الأصل في 2023-04-05.
53. ↑  Witzel، Michael (1995). "Early Indian history: Linguistic and textual parametres" (PDF). في George Erdosy (المحرر). The Indo-Aryans of Ancient South Asia:Language, Material Culture, and Ethnicity. Boston: De Gruyter. ص. 136. مؤرشف من الأصل (PDF) في 2023-03-11.
54. ↑  Gupta، S. V. (2010). "Ch. 1.2.4 Time Measurements". في Hull، Robert؛ Osgood، Richard M. Jr.؛ Parisi، Jurgen؛ Warlimont، Hans (المحررون). Units of Measurement: Past, Present and Future. International System of Units. Springer Series in Materials Science: 122. Springer. ص. 7–8. ISBN:9783642007378.
55. ↑  Krishnamurthy، V. (2019). "Ch. 20: The Cosmic Flow of Time as per Scriptures". Meet the Ancient Scriptures of Hinduism. Notion Press. ISBN:9781684669387.
56. ↑  Matsya Britannica.com نسخة محفوظة 2023-06-21 على موقع واي باك مشين.
57. ↑  Klostermaier، Klaus K. (2007). A Survey of Hinduism. SUNY Press. ص. 97. ISBN:978-0-7914-7082-4. مؤرشف من الأصل في 2023-06-21.
58. ↑  Sehgal، Sunil (1999). Encyclopaedia of Hinduism: C–G, Volume 2. Sarup & Sons. ص. 401–402. ISBN:81-7625-064-3. مؤرشف من الأصل في 2023-06-21.
59. ↑  Smith، Homer W. (1952). Man and His Gods. New York: Grosset & Dunlap. ص. 128–29.
60. ↑  Oettinger، Norbert (2013). Jamison، S.W.؛ Melchert، H.C.؛ Vine، B. (المحررون). "Before Noah: Possible Relics of the Flood-Myth in Proto-Indo-Iranian and Earlier". Proceedings of the 24th Annual UCLA Indo-European Conference. Bremen: 169–183. مؤرشف من الأصل في 2022-10-12.
61. ↑  Plato's Timaeus. Greek text: http://www.24grammata.com/wp-content/uploads/2011/01/Platon-Timaios.pdf نسخة محفوظة 2018-10-24 على موقع واي باك مشين.
62. ↑  Seger، John H. (1934). Early Days Among the Cheyenne and Arapahoe Indians. ص. 147–148.
63. ↑  Darshan، Guy (2016). "The Calendrical Framework of the Priestly Flood Story in Light of a New Akkadian Text from Ugarit (RS 94.2953)". Journal of the American Oriental Society. ج. 136 ع. 3: 507–514. DOI:10.7817/jameroriesoci.136.3.0507. ISSN:0003-0279. JSTOR:10.7817/jameroriesoci.136.3.0507. مؤرشف من الأصل في 2023-11-13.
64. ↑  Collins 2017، صفحة 10–11.
65. ↑  Merling، David (مايو 1993). "Has Noah's Ark Been Found?". Adventist Review. مؤرشف من الأصل في 2010-03-12.
66. 1 2  Montgomery 2012.
67. ↑  Weber، Christopher Gregory (1980). "The Fatal Flaws of Flood Geology". Creation Evolution Journal. ج. 1 ع. 1: 24–37. مؤرشف من الأصل في 2023-11-20.
68. ↑  Naturalis Historia blog. "The Great Genetic Bottleneck that Contradicts Ken Ham’s Radical Accelerated Diversification (Post-Flood Hyper-Evolution)." https://thenaturalhistorian.com/2016/03/30/the-great-genetic-bottleneck-that-contradicts-ken-hams-radical-accelerated-diversification-ie-post-flood-hyper-evolution/ نسخة محفوظة 2023-08-01 على موقع واي باك مشين.
69. ↑  "Biblical-Type Floods Are Real, and They're Absolutely Enormous". DiscoverMagazine.com. 29 أغسطس 2012. مؤرشف من الأصل في 2023-11-08. اطلع عليه بتاريخ 2023-03-20.
70. ↑  "Legends of Atlantis". Drain the Oceans. موسم 1. حلقة 5. 2018.  42–45 دقيقة. National Geographic.
71. ↑  Alan Boyle (24 فبراير 2000). "Adding up the risks of cosmic impact". MSNBC. مؤرشف من الأصل في 2006-02-03.
72. ↑  Sandra Blakeslee (14 نوفمبر 2006). "Did an Asteroid Impact Cause an Ancient Tsunami?". The New York Times. The New York Times. مؤرشف من الأصل في 2024-04-09.
73. ↑  Scott Carney (15 نوفمبر 2007). "Did a Comet Cause the Great Flood?". Discover. مؤرشف من الأصل في 2023-02-09.
74. ↑  "Ancient Crash, Epic Wave". The New York Times. 14 نوفمبر 2006. مؤرشف من الأصل في 2024-04-09.
75. ↑  Bjornstad، B.؛ Kiver، E. (2012). On the Trail of the Ice Age Floods: The Northern Reaches: A geological field guide to northern Idaho and the Channeled Scabland. Sandpoint, Idaho: Keokee Books. ISBN:978-1879628397.
76. ↑  Neuendorf, K.K.E., J.P. Mehl, Jr., and J.A. Jackson, eds. (2005) Glossary of Geology (5th ed.). Alexandria, Virginia, American Geological Institute. 779 pp. (ردمك 0-922152-76-4)
77. ↑  Balbas, A.M., Barth, A.M., Clark, P.U., Clark, J., Caffee, M., O'Connor, J., Baker, V.R., Konrad, K. and Bjornstad, B., 2017. 10Be dating of late Pleistocene megafloods and Cordilleran Ice Sheet retreat in the northwestern United States. Geology, 45(7), pp. 583-586. نسخة محفوظة 2023-05-03 على موقع واي باك مشين.
78. ↑  Montgomery DR."Biblical-Type Floods Are Real, and They're Absolutely Enormous." Discover Magazine, 2012 August 29. https://www.discovermagazine.com/planet-earth/biblical-type-floods-are-real-and-theyre-absolutely-enormous نسخة محفوظة 2023-11-08 على موقع واي باك مشين.
79. 1 2  University of Washington. "Historic Himalayan Ice Dams Created Huge Lakes, Mammoth Floods." Science News, 2004 December 27. https://www.sciencedaily.com/releases/2004/12/041220010147.htm نسخة محفوظة 2023-08-01 على موقع واي باك مشين.
80. 1 2  "Rudoy, A.N., Baker, V. R. Sedimentary effects of cataclysmic late Pleistocene glacial outburst flooding, Altay Mountains, Siberia // Sedimentary Geology, 85 (1993) 53-62". مؤرشف من الأصل في 2011-09-15. اطلع عليه بتاريخ 2011-10-14.
81. ↑  Baker, V. R., G. Benito, A. N. Rudoy, Paleohydrology of late Pleistocene Superflooding, Altay Mountains, Siberia, Science, 1993, Vol. 259, pp. 348-352
82. ↑  Rudoy A.N. Mountain Ice-Dammed Lakes of Southern Siberia and their Influence on the Development and Regime of the Runoff Systems of North Asia in the Late Pleistocene. Chapter 16. (P. 215—234.) — Palaeohydrology and Environmental Change / Eds: G. Benito, V.R. Baker, K.J. Gregory. — Chichester: John Wiley & Sons Ltd, 1998. 353 p.
83. ↑  Grosswald, M.G., 1998, New approach to the ice age paleohydrology of northern Eurasia. Chapter 15. (P. 199-214)— Palaeohydrology and Environmental Change / Eds: G. Benito, V.R. Baker, K.J. Gregory. — Chichester: John Wiley & Sons Ltd, 1998. 353 p.
84. ↑  Compare:Peloubet، Francis Nathan (1880). Select Notes on the International Sabbath School Lessons. Boston: W. A. Wilde and Company. ص. 157. مؤرشف من الأصل في 2022-11-26. اطلع عليه بتاريخ 2021-04-29. ... the flood ... extended to all the then known world.
85. ↑  Schmidt، Erich (1931). "Excavations at Fara, 1931". University of Pennsylvania's Museum Journal. ج. 2: 193–217. مؤرشف من الأصل في 2023-08-26.
86. ↑  Morozova, Galina S. (2005). "A review of Holocene avulsions of the Tigris and Euphrates rivers and possible effects on the evolution of civilizations in lower Mesopotamia". Geoarchaeology (بالإنجليزية). 20 (4): 401–423. DOI:10.1002/gea.20057. ISSN:1520-6548. S2CID:129452555. Archived from the original on 2022-11-26.
87. ↑  William W. Hallo and William Kelly Simpson (1971). The Ancient Near East: A History.
88. ↑  "Lost Civilization Under Persian Gulf?"، Science Daily، 8 ديسمبر 2010، مؤرشف من الأصل في 2023-12-14
89. ↑  Rose، Jeffrey I. (ديسمبر 2010)، "New Light on Human Prehistory in the Arabo-Persian Gulf Oasis"، Current Anthropology، ج. 51، ص. 849–883، DOI:10.1086/657397، S2CID:144935980، مؤرشف من الأصل في 2022-12-06
90. ↑  Mayor، Adrienne (2011). The First Fossil Hunters: Paleontology in Greek and Roman Times: with a new introduction by the author. Princeton: Princeton University Press. ISBN:978-0691058634.
91. ↑  Castleden, Rodney (2001) "Atlantis Destroyed" (Routledge).
92. ↑  "'Noah's Flood' Not Rooted in Reality, After All?" National Geographic News, February 6, 2009.
93. ↑  Sarah Hoyle (18 نوفمبر 2007). "Noah's flood kick-started European farming". University of Exeter. مؤرشف من الأصل في 2023-11-20. اطلع عليه بتاريخ 2010-09-17.
94. ↑  Boslough، Mark (مارس 2023). "Apocalypse!". Skeptic Magazine. ج. 28 ع. 1: 51–59. مؤرشف من الأصل في 2023-11-27.
95. ↑  Holliday, Vance T.; Daulton, Tyrone L.; Bartlein, Patrick J.; Boslough, Mark B.; Breslawski, Ryan P.; Fisher, Abigail E.; Jorgeson, Ian A.; Scott, Andrew C.; Koeberl, Christian; Marlon, Jennifer; Severinghaus, Jeffrey; Petaev, Michail I.; Claeys, Philippe (26 Jul 2023). "Comprehensive refutation of the Younger Dryas Impact Hypothesis (YDIH)". Earth-Science Reviews (بالإنجليزية): 104502. DOI:10.1016/j.earscirev.2023.104502. ISSN:0012-8252. Archived from the original on 2023-12-08.
96. ↑  "John Martin (1789-1854) - The Eve of the Deluge". Royal Collection Trust. مؤرشف من الأصل في 2021-04-29. اطلع عليه بتاريخ 2021-07-15.
97. ↑  Levitin D (4 Sep 2013). "Halley and the eternity of the world revisited". Notes and Records of the Royal Society (بالإنجليزية). 67 (4): 315–329. DOI:10.1098/RSNR.2013.0019. ISSN:0035-9149. PMC:3826193. QID:Q94018436. However, [Edmond Halley] returned to the subject a year later in a lecture 'About the Cause of the Universal Deluge' read to the Society on 12 December 1694. Halley advanced a theory of periodic catastrophism; specifically, he suggested—two years before a similar idea was put forward by William Whiston—that the Flood was caused by a comet.
98. ↑  Halley E (31 Dec 1724). "VII. Some cosiderations about the cause of the universal Deluge, laid before the Royal Society, on the 12th of December 1694". Philosophical Transactions (بالإنجليزية). 33 (383): 118–123. Bibcode:1724RSPT...33..118H. DOI:10.1098/RSTL.1724.0023. ISSN:0261-0523. QID:Q108458886.
99. ↑  Strauss M (30 ديسمبر 2016). "Why Newton Believed a Comet Caused Noah's Flood". National Geographic. مؤرشف من الأصل في 2021-09-20. اطلع عليه بتاريخ 2021-11-14. Working backward, Whiston noted that one such cosmic encounter occurred in 2342 B.C., which, at the time, was believed to be the date of the great Deluge.
100. ↑  Meehan RL (1999). "Whiston's Flood". مؤرشف من الأصل في 2021-01-25. اطلع عليه بتاريخ 2019-06-07.
101. ↑  May A (2019). Cosmic impact: understanding the threat to Earth from asteroids and comets. London: Icon Books, Limited. ص. 8. ISBN:978-1-78578-493-4. OCLC:1091996674. مؤرشف من الأصل في 2023-06-01. In his book The System of the World, first published in  1796, Laplace speculated that cometary impacts might result in global extinctions.
102. ↑  Laplace PS (1796). Exposition Du Systême Du Monde (بالفرنسية). Paris, France: Cercle social. pp. 61–62. [U]ne grande partie des hommes et des animaux, noyée dans ce déluge universel, ou détruite par la violente secousse imprimée au globe terrestre; des espèces entières anéanties; tous les monumens de l'industrie humaine, renversés; tels sont les désastres que le choc d'une comète a dû produire.
103. ↑  Laplace PS (1809). The System of the World. ترجمة: Pond J. ص. 64. [T]he greater part of men and animals drowned in a universal deluge, or destroyed by the violence of the shock given to the terrestrial globe; whole species destroyed; all the monuments of human industry reversed: such are the disasters which a shock of a comet would produce.
104. ↑  Donnelly IL (1883). Ragnarok: The Age of Fire and Gravel. New York, D. Appleton and Company. ص. 404. The Deluge of Noah probably occurred somewhere from eight to eleven thousand years ago. Hence, about twenty thousand years probably intervened between the Drift and the Deluge. These were the 'myriads of years' referred to by Plato, during which mankind dwelt on the great plain of Atlantis.
105. ↑  Donnelly IL (1882). Atlantis: The Antediluvian World. ص. 29. Plato states that the Egyptians told Solon that the destruction of Atlantis occurred 9000 years before that date, to wit, about 9600 years before the Christian era.
106. ↑  Winchell A (1887). "Ignatius Donnelly's Comet". The Forum. ج. IV: 115.
107. ↑  Herbert، Sandra (1991). "Charles Darwin as a prospective geological author". British Journal for the History of Science. ع. 24. ص. 171–174. مؤرشف من الأصل في 2023-11-08. اطلع عليه بتاريخ 2009-07-24.
108. ↑  Buckland، W. (1823). Reliquiæ Diluvianæ: Or Observations on the Organic Remains Contained in Caves, Fissures, and Diluvial Gravel, and on Other Geological Phenomena, Attesting the Action of an Universal Deluge. J. Murray. مؤرشف من الأصل في 2023-11-08. اطلع عليه بتاريخ 2022-01-03.
109. ↑  Dalrymple 1991، صفحات 14–17
110. ↑  Barr, James (4 Mar 1987). Biblical Chronology, Fact or Fiction? (PDF) (بالإنجليزية). University of London. p. 17. ISBN:978-0718708641. Archived from the original (PDF) on 2010-06-28. Retrieved 2010-08-08.
111. ↑  "Age of the Earth". U.S. Geological Survey. 1997. مؤرشف من الأصل في 2005-12-23. اطلع عليه بتاريخ 2006-01-10.
112. ↑  Dalrymple، G. Brent (2001). "The age of the Earth in the twentieth century: a problem (mostly) solved". Special Publications, Geological Society of London. ج. 190 ع. 1: 205–221. Bibcode:2001GSLSP.190..205D. DOI:10.1144/GSL.SP.2001.190.01.14. S2CID:130092094.
113. ↑  Manhesa, Gérard؛ Allègre, Claude J.؛ Dupréa, Bernard & Hamelin, Bruno (1980). "Lead isotope study of basic-ultrabasic layered complexes: Speculations about the age of the earth and primitive mantle characteristics". Earth and Planetary Science Letters. ج. 47 ع. 3: 370–382. Bibcode:1980E&PSL..47..370M. DOI:10.1016/0012-821X(80)90024-2.
114. ↑  Braterman، Paul S. (2013). "How Science Figured Out the Age of Earth". Scientific American. مؤرشف من الأصل في 2016-04-12.
115. ↑  Isaak 2007، صفحات 237–238.
116. ↑  Senter, Phil. "The Defeat of Flood Geology by Flood Geology." Reports of the National Center for Science Education 31:3 (May–June 2011). Printed electronically by California State University, Northridge. Retrieved 7 June 2014. نسخة محفوظة 2023-12-03 على موقع واي باك مشين.
117. 1 2  Young 1995، صفحة 79.
118. ↑  Isaak 2006، صفحة unpaginated.
119. ↑  Morton 2001، صفحة unpaginated.
120. ↑  Isaak 2007، صفحة 173.
121. ↑  Stewart 2010، صفحة 123.
122. ↑  Piccardi، L.؛ Masse، W. Bruce (2007). Myth and Geology. London: Geological Society. ص. 46. ISBN:978-1-86239-216-8.
123. ↑  Livingstone، David؛ Hart، Darryl G.؛ Noll، Mark A. (1999). Evangelicals and Science in Historical Perspective. Oxford University Press. ISBN:978-0-19-511557-4. مؤرشف من الأصل في 2023-11-08.
124. ↑  Rudwick، Martin J. S. (1988). The Great Devonian Controversy. Springer. ص. 42–44. ISBN:978-0-226-73102-5.
125. ↑  Rudwick، Martin J. S. (2008). Worlds before Adam. University of Chicago Press. ص. 84. ISBN:978-0-226-73128-5.
126. ↑  Wood، Paul (2004). Science and Dissent in England, 1688–1945. Aldershot: Ashgate. ISBN:978-0-7546-3718-9. مؤرشف من الأصل في 2023-11-13.
127. ↑  Young، Davis A.؛ Stearley، Ralph F. (2008). The Bible, rocks, and time : geological evidence for the age of the earth. Downers Grove, Ill.: IVP Academic. ISBN:978-0-8308-2876-0.
128. 1 2  Numbers، Ronald L. (1993). The Creationists. University of California Press. ص. 72. ISBN:978-0-520-08393-6.
129. ↑  Kulp، J. Laurence (1950). "Deluge Geology". Journal of the American Scientific Affiliation. ج. 2 ع. 1: 1–15. مؤرشف من الأصل في 2011-06-07. اطلع عليه بتاريخ 2007-11-23.
130. ↑  Yang، Seung-Hun (1993). "Radiocarbon Dating and American Evangelical Christians". مؤرشف من الأصل في 2023-12-17. اطلع عليه بتاريخ 2009-01-12.
131. ↑  Numbers, Ronald L. (2006). The creationists : from scientific creationism to intelligent design (ط. Expanded, First Harvard University Press paperback). Cambridge, Massachusetts. ISBN:0-674-02339-0. OCLC:69734583. مؤرشف من الأصل في 2023-11-08.{{استشهاد بكتاب}}:  صيانة الاستشهاد: مكان بدون ناشر (link)
132. ↑  Allen, E. A., et al., 1986, Cataclysms on the Columbia, Timber Press, Portland, OR.(ردمك 978-0-88192-067-3)
  - "Bretz knew that the very idea of catastrophic flooding would threaten and anger the geological community. And here's why: among geologists in the 1920s, catastrophic explanations for geological events (other than volcanos or earthquakes) were considered wrong-minded to the point of heresy." p. 42.
  - "Consider, then, what Bretz was up against. The very word 'Catastrophism' was heinous in the ears of geologists. ... It was a step backward, a betrayal of all that geological science had fought to gain. It was a heresy of the worst order." p. 44
  - "It was inevitable that sooner or later the geological community would rise up and attempt to defeat Bretz's 'outrageous hypothesis.'" p 49
  - "Nearly 50 years had passed since Bretz first proposed the idea of catastrophic flooding, and now in 1971 his arguments had become a standard of geological thinking." p. 71
133. ↑  Ager، Derek V. (1993). The Nature of the Stratigraphical Record (ط. 3rd). Chichester, New York, Brisbane, Toronto, Singapore: John Wiley & Sons. ص. 83–84. ISBN:0-471-93808-4. «لا ينكر الجيولوجيون مبدأ الوتيرة الواحدة بمعناه الحقيقي، أي أنهم يفسرون الماضي من خلال العمليات التي نشاهدها وهي تحدث في يومنا هذا، طالما نضع في الاعتبار أن الكوارث الدورية هي إحدى تلك العمليات. تظهر تلك الكوارث الدورية في السجل الطبقي أكثر مما افترضنا حتى الآن.»
134. 1 2  Cohn 1999.
135. ↑  Browne 1983، صفحة 276.

### الكتب المرجعية
- Alter، Robert (2008). The Five Books of Moses. W. W. Norton & Company. ISBN:9780393070248. مؤرشف من الأصل في 2023-11-09.
- Arnold، Bill T. (2009). Genesis. Cambridge University Press. ISBN:9780521000673. مؤرشف من الأصل في 2023-12-03.
- Baden، Joel S. (2012). The Composition of the Pentateuch. Yale University Press. ISBN:978-0300152647. مؤرشف من الأصل في 2023-12-03.
- Bandstra، Barry L. (2008). Reading the Old Testament : an introduction to the Hebrew Bible. Wadsworth/ Cengage Learning. ISBN:978-0495391050. مؤرشف من الأصل في 2023-12-15.
- Barr، James (28 مارس 2013). Bible and Interpretation: The Collected Essays of James Barr. Volume II: Biblical Studies. Oxford: Oxford University Press. ص. 380. ISBN:978-0-19-969289-7. مؤرشف من الأصل في 2023-11-08.
- Berman، Joshua A. (2017). Inconsistency in the Torah: Ancient Literary Convention and the Limits of Source Criticism. دار نشر جامعة أكسفورد. ISBN:978-0-19-065882-3. مؤرشف من الأصل في 2023-12-03.
- Blenkinsopp، Joseph (2011). Creation, Un-creation, Re-creation: A discursive commentary on Genesis 1-11. Bloomsbury T&T Clark. ISBN:9780567372871. مؤرشف من الأصل في 2023-03-26.
- Bridge، Steven L. (2009). Getting the Old Testament. Baker. ISBN:9781441232779. مؤرشف من الأصل في 2023-11-08.
- Burton، Keith A. (2019). Symbolic numbers. Eerdmans. ISBN:9781467460460. مؤرشف من الأصل في 2023-11-08.
- Carr، David M. (2021). Genesis 1-11. Kohlhammer Verlag. ISBN:978-0-567-13439-4. مؤرشف من الأصل في 2023-12-16.
- Bodner، Keith (2016). An Ark on the Nile: The Beginning of the Book of Exodus. Oxford University Press. ISBN:978-0-19-878407-4. مؤرشف من الأصل في 2023-11-08.
- Browne، Janet (1983)، The Secular Ark: Studies in the History of Biogeography، New Haven & London: Yale University Press، ص. 276، ISBN:0-300-02460-6
- Chen، Y. S. (2013). The Primeval Flood Catastrophe: Origins and Early Development in Mesopotamian Traditions. Oxford: Oxford University Press. ISBN:9780199676200. مؤرشف من الأصل في 2023-11-08.
- Cline، Eric H. (2007). From Eden to Exile. National Geographic. ISBN:9781426212246. مؤرشف من الأصل في 2023-11-08.
- Cohn، Norman (1999). Noah's Flood: The Genesis Story in Western Thought. Yale University Press. ISBN:978-0300076486. مؤرشف من الأصل في 2023-11-08.
- Guillaume، Philippe (2010). Land and Calendar. Bloomsbury. ISBN:9780567401205. مؤرشف من الأصل في 2023-11-08.
- Collins، Matthew A. (2017). "An Ongoing Tradition". في Burnette-Bletsch، Rhonda؛ Morgan، Jon (المحررون). Noah as Antihero. Routledge. ISBN:9781351720700.
- Dalley، Stephanie (2008). Myths from Mesopotamia. Oxford University Press. ISBN:978-0-19-102721-5. مؤرشف من الأصل في 2023-11-08.
- Dalrymple، G. Brent (1991)، The Age of the Earth، Stanford University Press، ISBN:0-8047-2331-1
- Finkel، Irving (2014). The Ark Before Noah. Hachette UK. ISBN:9781444757071. مؤرشف من الأصل في 2023-11-09.
- Friedman، Richard E. (1996). "Non-Arguments Concerning the Documentary Hypothesis". في Fox، Michael V.؛ Hurowitz، V. A. (المحررون). Texts, Temples and Traditions. Eisenbrauns. ISBN:9781575060033.
- Gmirkin، Russell E. (2006). Berossus and Genesis, Manetho and Exodus. Bloomsbury. ISBN:978-0-567-13439-4. مؤرشف من الأصل في 2023-11-08.
- Isaak، M (1998). "Problems with a Global Flood". TalkOrigins Archive. مؤرشف من الأصل في 2023-05-30. اطلع عليه بتاريخ 2007-03-29.
- Isaak، Mark (5 نوفمبر 2006). "Index to Creationist Claims, Geology". TalkOrigins Archive. مؤرشف من الأصل في 2023-07-31. اطلع عليه بتاريخ 2010-11-02.
- Isaak، Mark (2007). The Counter-Creationism Handbook. University of California Press. مؤرشف من الأصل في 2023-12-19.
- Kaltner، John؛ McKenzie، Steven (2014). The Old Testament: Its Background, Growth, and Content. Wipf and Stock. ISBN:978-0-567-13439-4. مؤرشف من الأصل في 2023-11-08.
- Keiser، Thomas A. (2013). Genesis 1-11: Its Literary Coherence and Theological Message. Wipf and Stock Publishers. ISBN:9781625640925. مؤرشف من الأصل في 2023-12-03.
- Leeming، David A. (2010). Creation Myths of the World: An Encyclopedia. ABC-CLIO. ج. 1. ISBN:9781598841749. مؤرشف من الأصل في 2023-11-10.
- Leeming، David (2004). Flood | The Oxford Companion to World Mythology. Oxford University Press. ISBN:9780195156690. مؤرشف من الأصل في 2023-07-24. اطلع عليه بتاريخ 2010-09-17.

- Levenson، Jon Douglas (1988). Creation and the persistence of evil : the Jewish drama of divine omnipotence. Harper & Row. ISBN:9780062548450. OCLC:568745811. مؤرشف من الأصل في 2023-11-08.
- Montgomery، David R. (2012). The Rocks Don't Lie: A Geologist Investigates Noah's Flood. Norton. ISBN:9780393082395. مؤرشف من الأصل في 2023-11-10.
- Miano، David (2010). Shadow on the Steps. Society for Biblical Literature. ISBN:9781589834781. مؤرشف من الأصل في 2023-12-12.
- Morton، Glenn (17 فبراير 2001). "The Geologic Column and its Implications for the Flood". TalkOrigins Archive. مؤرشف من الأصل في 2023-05-29. اطلع عليه بتاريخ 2010-11-02.
- Oliver، Simon (2017). Creation. Bloomsbury. ISBN:9780567656117. مؤرشف من الأصل في 2023-11-08.
- Sailhamer، John H. (2010). The Meaning of the Pentateuch: Revelation, Composition and Interpretation. InterVarsity Press. ISBN:9780830878888. مؤرشف من الأصل في 2023-11-08.
- Schule، Andreas (2017). Theology from the Beginning. Mohr Siebeck. ISBN:9783161539978. مؤرشف من الأصل في 2023-11-08.
- Stewart، Melville Y. (2010). Science and religion in dialogue. Malden, MA: Wiley-Blackwell. ص. 123. ISBN:978-1-4051-8921-7.
- Young، Davis A. (1995). "Diluvial Cosmogonies and the Beginnings of Geology". The Biblical Flood: A Case Study of the Church's Response to Extrabiblical Evidence. Eerdmans. ص. 79. ISBN:978-0-8028-0719-9. مؤرشف من الأصل في 2007-03-31.
- Young، Davis A.؛ Stearley، Ralph F. (18 أغسطس 2008). The Bible, Rocks and Time: Geological Evidence for the Age of the Earth. InterVarsity Press. ص. 45. ISBN:978-0-8308-2876-0. مؤرشف من الأصل في 2023-12-16.
- VanderKam، James C. (2002). Calendars in the Dead Sea Scrolls. Routledge. ISBN:9781134709632. مؤرشف من الأصل في 2023-12-16.
- Walton، John H.؛ Longman III، Tremper (2018). The Lost World of the Flood: Mythology, Theology, and the Deluge Debate. InterVarsity Press. ISBN:978-0-8308-8782-8. مؤرشف من الأصل في 2023-11-08.
- Worthington، Martin (2019). Ea's Duplicity in the Gilgamesh Flood Story. Routledge. ISBN:9780830878888. مؤرشف من الأصل في 2023-11-10.
- Fasold، David (1988). The Ark of Noah. New York: Wynwood. ISBN:978-0-922066-10-0.

## للمزيد من القراءة
- Cotter، David W. (2003). Genesis. Liturgical Press. ISBN:978-0814650400. مؤرشف من الأصل في 2023-11-09.
- Habel، Norman C. (1988). "Two Flood Myths". في Dundes، Alan (المحرر). The Flood Myth. University of California Press. ISBN:9780520063532.
- Hamilton، Victor P (1990). The book of Genesis: chapters 1–17. Eerdmans. ISBN:9780802825216. مؤرشف من الأصل في 2023-08-29.
- Kessler، Martin؛ Deurloo، Karel Adriaan (2004). A commentary on Genesis: the book of beginnings. Paulist Press. ISBN:9780809142057. مؤرشف من الأصل في 2023-10-25.
- Knecht، Friedrich Justus (1910). "Chapter VI. The Deluge" . A Practical Commentary on Holy Scripture. B. Herder.
- Levenson، Jon D. (2004). "Genesis: introduction and annotations". في Berlin، Adele؛ Brettler، Marc Zvi (المحررون). The Jewish Study Bible. Oxford University Press. ISBN:9780195297515.
- McKeown، James (2008). Genesis. Eerdmans. ISBN:9780802827050. مؤرشف من الأصل في 2023-10-30.
- Middleton، J. Richard (2005). The Liberating Image: The Imago Dei in Genesis 1. Brazos Press. ISBN:9781441242785. مؤرشف من الأصل في 2023-12-03.
- Rogerson، John William (1991). Genesis 1–11. T&T Clark. ISBN:9780567083388. مؤرشف من الأصل في 2023-10-25.
- Sacks، Robert D (1990). A Commentary on the Book of Genesis. Edwin Mellen.
- Towner، Wayne Sibley (2001). Genesis. Westminster John Knox Press. ISBN:9780664252564. مؤرشف من الأصل في 2023-10-25.
- Wenham، Gordon (2003). "Genesis". في James D. G. Dunn, John William Rogerson (المحرر). Eerdmans Bible Commentary. Eerdmans. ISBN:9780802837110.
- Whybray، R.N (2001). "Genesis". في John Barton (المحرر). Oxford Bible Commentary. Oxford University Press. ISBN:9780198755005.
- Bailey, Lloyd R. Noah, the Person and the Story, University of South Carolina Press, 1989. (ردمك 0-87249-637-6)
- Best, Robert M. Noah's Ark and the Ziusudra Epic, Sumerian Origins of the Flood Myth, 1999, (ردمك 0-9667840-1-4)
- Dundes, Alan (ed.) The Flood Myth, University of California Press, Berkeley, 1988. (ردمك 0-520-05973-5)
- Faulkes, Anthony (trans.) Edda (Snorri Sturluson). Everyman's Library, 1987. (ردمك 0-460-87616-3)
- Greenway, John (ed.), The Primitive Reader, Folkways, 1965.
- Grey, G. Polynesian Mythology. Whitcombe and Tombs, Christchurch, 1956.
- Lambert, W. G. and Millard, A. R., Atra-hasis: The Babylonian Story of the Flood, Eisenbrauns, 1999. (ردمك 1-57506-039-6)
- Masse, W. B. "The Archaeology and Anthropology of Quaternary Period Cosmic Impact", in Bobrowsky, P., and Rickman, H. (eds.) Comet/Asteroid Impacts and Human Society: An Interdisciplinary Approach Berlin, Springer Press, 2007. pp. 25–70.
- Reed, A. W. Treasury of Maori Folklore A.H. & A.W. Reed, Wellington, 1963.
- Reedy, Anaru (trans.), Nga Korero a Pita Kapiti: The Teachings of Pita Kapiti. Canterbury University Press, Christchurch, 1997.